# Szanghaj

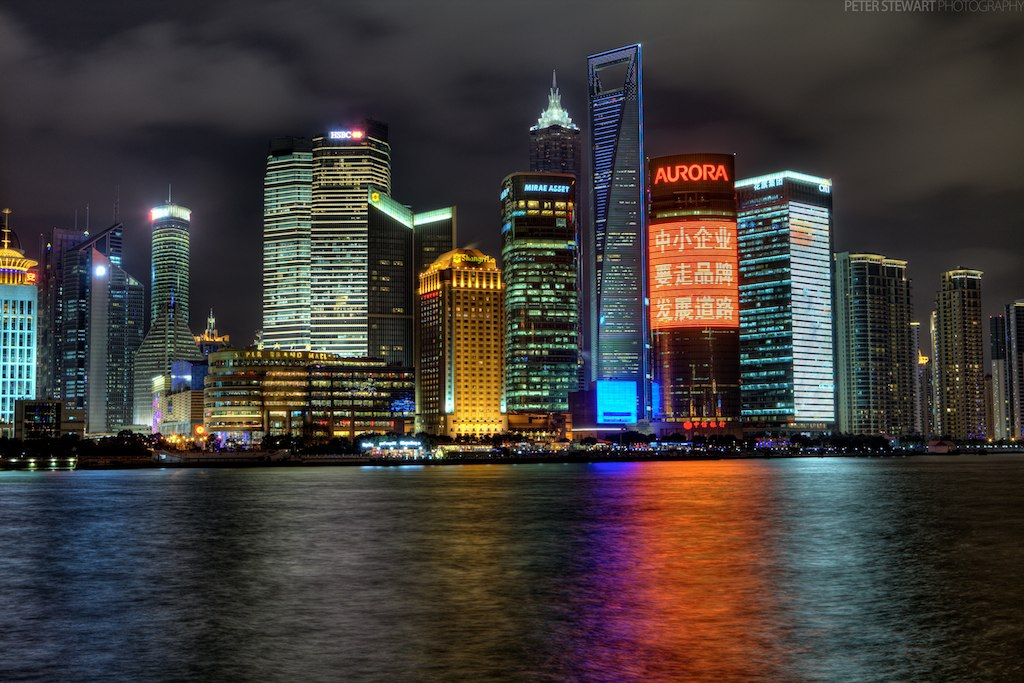
Szanghaj, dzielnica Pudong

Szanghaj (Shanghaiⓘ, chiń. 上海; pinyin Shànghǎi) – miasto we wschodnich Chinach, przy ujściu rzeki Jangcy, jedno z czterech miast wydzielonych Chińskiej Republiki Ludowej. Cała jednostka administracyjna liczyła w 2018 roku 24 237 800 mieszkańców. Port w Szanghaju jest największym na świecie pod względem wielkości przeładunku kontenerowego. Działa tutaj również jedna z największych giełd. W dzielnicy Pudong, leżącej naprzeciwko historycznego Bundu, skupia się jedna z największych na świecie liczba wieżowców. W mieście znajduje się Konsulat Generalny RP.

## Nazwa
Nazwa miasta składa się ze znaków „na” i „morze” (nie znaczy jednak „na morzu” – „na morzu” to po chińsku 海上 hǎi shàng), często interpretuje się ją jako „najdalszy zasięg morza” lub „(naprzód) w morze”. Skrócone nazwy to 滬 (upr. 沪, Hù) lub 申 (Shēn). Szanghaj miał także liczne przydomki, nadane przez przybyszów z zachodu, m.in. Paryż Wschodu, Królowa Orientu i Azjatycka Prostytutka (chodzi tu o lata upadku Szanghaju – dwudzieste i trzydzieste – kiedy szerzyły się przestępczość i prostytucja).

## Geografia i klimat
Szanghaj leży przy ujściu rzeki Jangcy do Morza Wschodniochińskiego (część Oceanu Spokojnego), zaś od południa nad zatoką Hangzhou. Przy wschodniej granicy miasta znajduje się jezioro Dian Shan o powierzchni 62 km². Miasto, które jest przedzielone na dwie części rzeką Huangpu, leży na równinie, której średnia wysokość nad poziomem morza wynosi około czterech metrów, zaś najwyższym punktem jest wzgórze Dajin, które ma 103,4 m wysokości. Ponadto powiat Chongming obejmuje trzy wyspy położone w ujściu rzeki Jangcy – Chongming (pow. 1267 km²), Changxing (pow. 88 km²) i Hengsha (pow. 56 km²).
W Szanghaju występują wszystkie cztery pory roku. Latem temperatury osiągają 37 °C, a niekiedy przekraczają 40 °C. Zimą występuje duże zachmurzenie, a latem jest wilgotno. Jesień i wiosna w mieście są ciepłe, i zwykle są to najlepsze pory do zwiedzania miasta przez turystów. Zima zaczyna się w połowie grudnia, a kończy wraz z lutym. W okresie letnim jest najwięcej opadów deszczu.
| Miesiąc                                      | Sty | Lut | Mar  | Kwi  | Maj  | Cze  | Lip  | Sie  | Wrz  | Paź  | Lis  | Gru  | Roczna |
| -------------------------------------------- | --- | --- | ---- | ---- | ---- | ---- | ---- | ---- | ---- | ---- | ---- | ---- | ------ |
| Średnie temperatury w dzień [°C]             | 7.7 | 8.6 | 12.7 | 18.6 | 23.5 | 27.2 | 31.6 | 31.5 | 27.2 | 22.3 | 16.7 | 10.6 | 19,9   |
| Średnie temperatury w nocy [°C]              | 0.5 | 1.5 | 5.1  | 10.6 | 15.7 | 20.3 | 24.8 | 24.7 | 20.5 | 14.7 | 8.6  | 2.4  | 12,5   |
| Opady [mm]                                   | 39  | 59  | 81   | 102  | 115  | 152  | 128  | 133  | 156  | 61   | 51   | 35   | 1112   |
| Średnia liczba dni z opadami                 | 9   | 10  | 13   | 13   | 13   | 14   | 12   | 10   | 12   | 9    | 8    | 7    | 130    |
| Źródło: Światowa Organizacja Meteorologiczna |     |     |      |      |      |      |      |      |      |      |      |      |        |

## Podział administracyjny

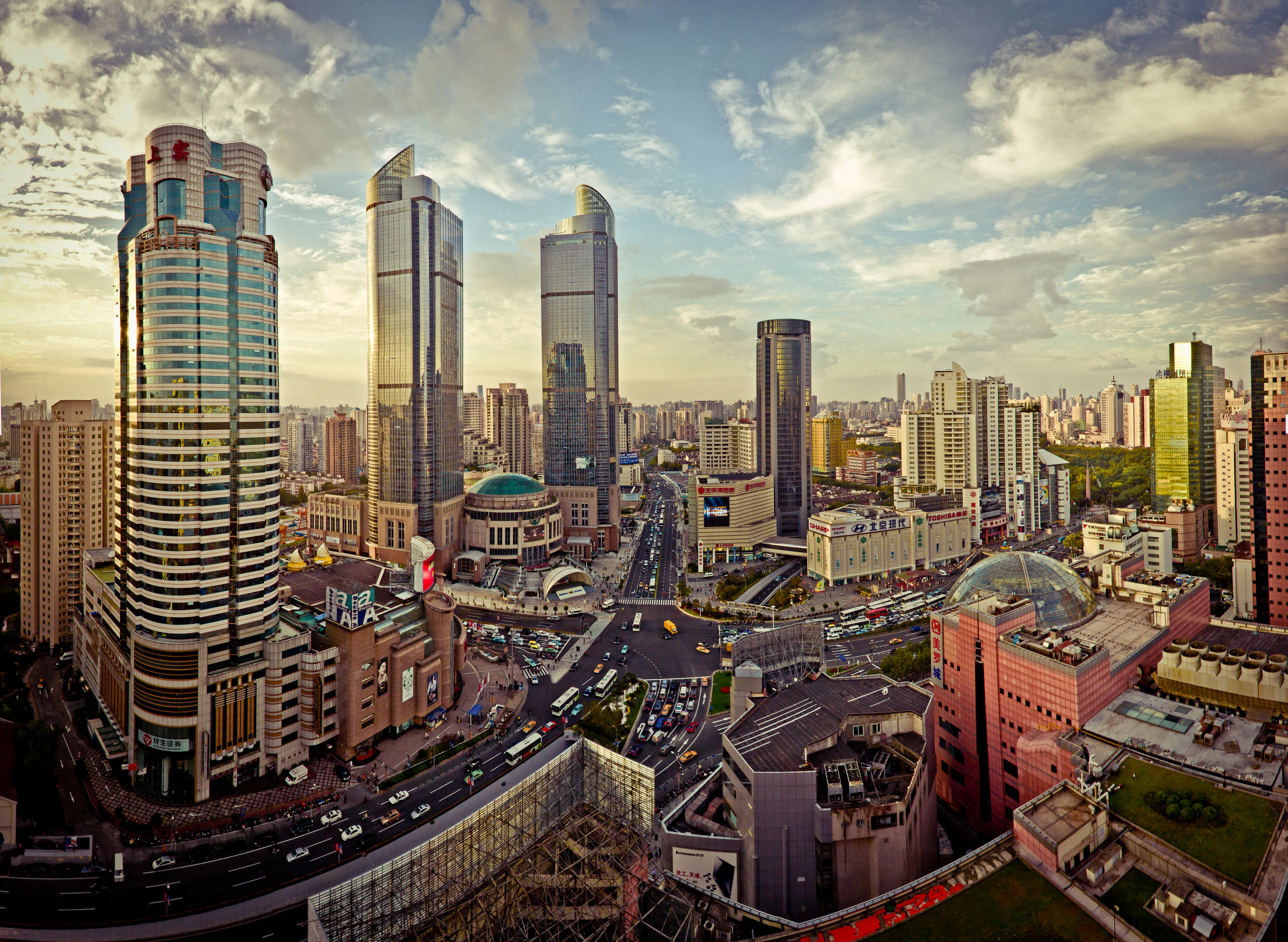
Dzielnica Xuhui

Szanghaj dzieli się na 15 dzielnic i 1 powiat (Chongming).
| Huangpu Xuhui Changning Putuo Yangpu Minhang Baoshan Jiading Pudong Jinshan Songjiang Qingpu Fengxian Chongming Jing'an Hongkou |                  |                    |                            |
| \| Nazwa dzielnicy \| Populacja (2018) \| Powierzchnia (km²) \| Gęstość zaludnienia (/km²) \| \| ------------------ \| ---------------- \| ------------------ \| -------------------------- \| \| Baoshan (宝山区) \| 2 042 300 \| 270,99 \| 7536 \| \| Changning (长宁区) \| 694 000 \| 38,3 \| 18 120 \| \| Chongming (崇明区) \| 688 100 \| 1185,49 \| 580 \| \| Fengxian (奉贤区) \| 1 152 000 \| 687,39 \| 1676 \| \| Hongkou (虹口区) \| 797 000 \| 23,48 \| 33 944 \| \| Huangpu (黄浦区) \| 653 800 \| 20,46 \| 31 955 \| \| Jiading (嘉定区) \| 1 588 900 \| 464,2 \| 3423 \| \| Jing’an (静安区) \| 1 062 800 \| 36,88 \| 28 818 \| \| Jinshan (金山区) \| 805 000 \| 586,05 \| 1374 \| \| Minhang (闵行区) \| 2 543 500 \| 370,75 \| 6860 \| \| Pudong (浦东新区) \| 5 550 200 \| 1210,41 \| 4585 \| \| Putuo (普陀区) \| 1 281 900 \| 54,83 \| 23 380 \| \| Qingpu (青浦区) \| 1 219 000 \| 670,14 \| 1819 \| \| Songjiang (松江区) \| 1 762 200 \| 605,64 \| 2910 \| \| Xuhui (徐汇区) \| 1 084 400 \| 54,76 \| 19 803 \| \| Yangpu (杨浦区) \| 1 312 700 \| 60,73 \| 21 615 \| \| Razem \| 24 237 800 \| 6340,5 \| 3823 \| |                  |                    |                            |
| Nazwa dzielnicy | Populacja (2018) | Powierzchnia (km²) | Gęstość zaludnienia (/km²) |
| Baoshan (宝山区) | 2 042 300        | 270,99             | 7536                       |
| Changning (长宁区) | 694 000          | 38,3               | 18 120                     |
| Chongming (崇明区) | 688 100          | 1185,49            | 580                        |
| Fengxian (奉贤区) | 1 152 000        | 687,39             | 1676                       |
| Hongkou (虹口区) | 797 000          | 23,48              | 33 944                     |
| Huangpu (黄浦区) | 653 800          | 20,46              | 31 955                     |
| Jiading (嘉定区) | 1 588 900        | 464,2              | 3423                       |
| Jing’an (静安区) | 1 062 800        | 36,88              | 28 818                     |
| Jinshan (金山区) | 805 000          | 586,05             | 1374                       |
| Minhang (闵行区) | 2 543 500        | 370,75             | 6860                       |
| Pudong (浦东新区) | 5 550 200        | 1210,41            | 4585                       |
| Putuo (普陀区) | 1 281 900        | 54,83              | 23 380                     |
| Qingpu (青浦区) | 1 219 000        | 670,14             | 1819                       |
| Songjiang (松江区) | 1 762 200        | 605,64             | 2910                       |
| Xuhui (徐汇区) | 1 084 400        | 54,76              | 19 803                     |
| Yangpu (杨浦区) | 1 312 700        | 60,73              | 21 615                     |
| Razem | 24 237 800       | 6340,5             | 3823                       |

## Demografia

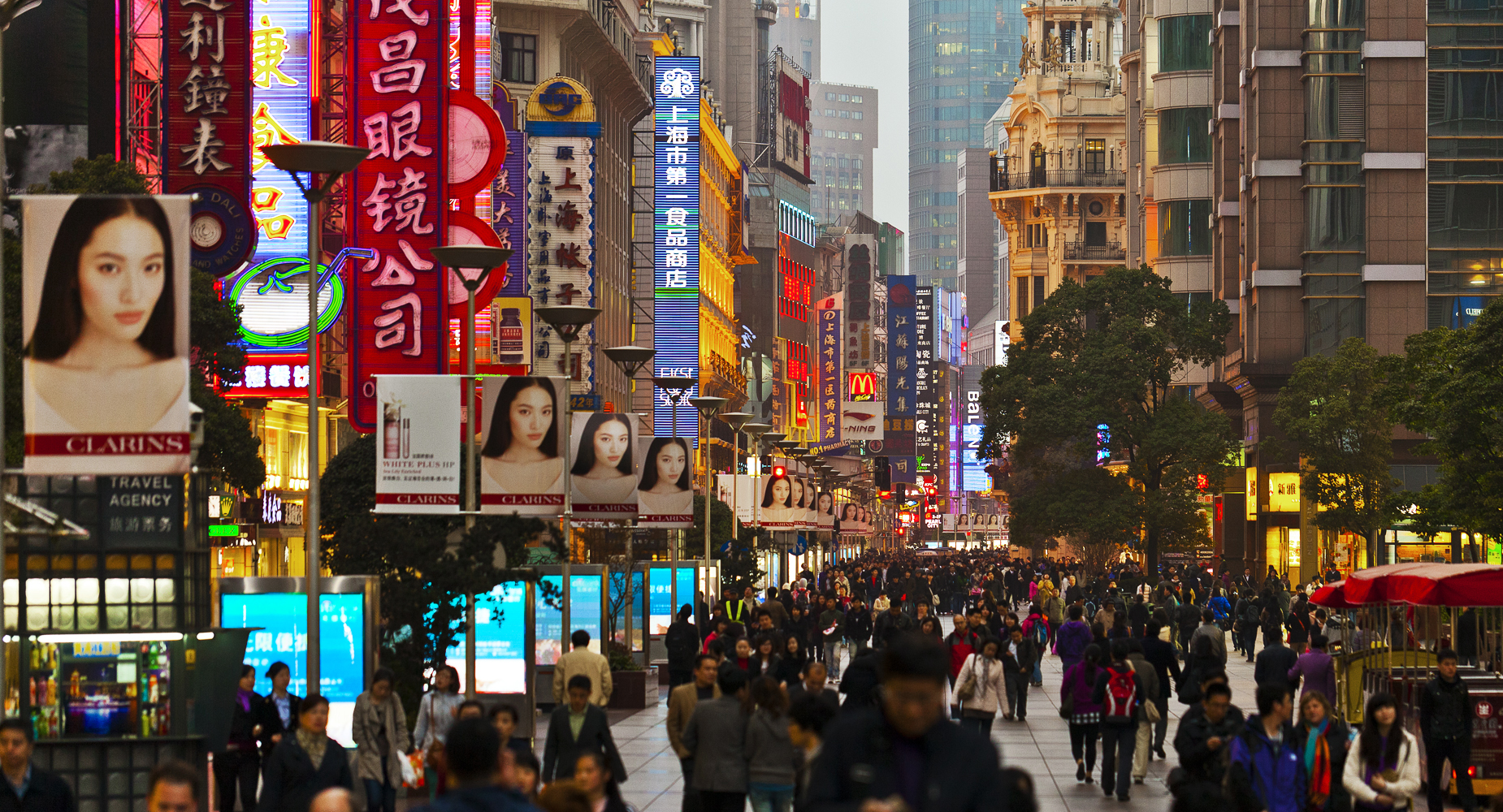
Ulica Nankińska

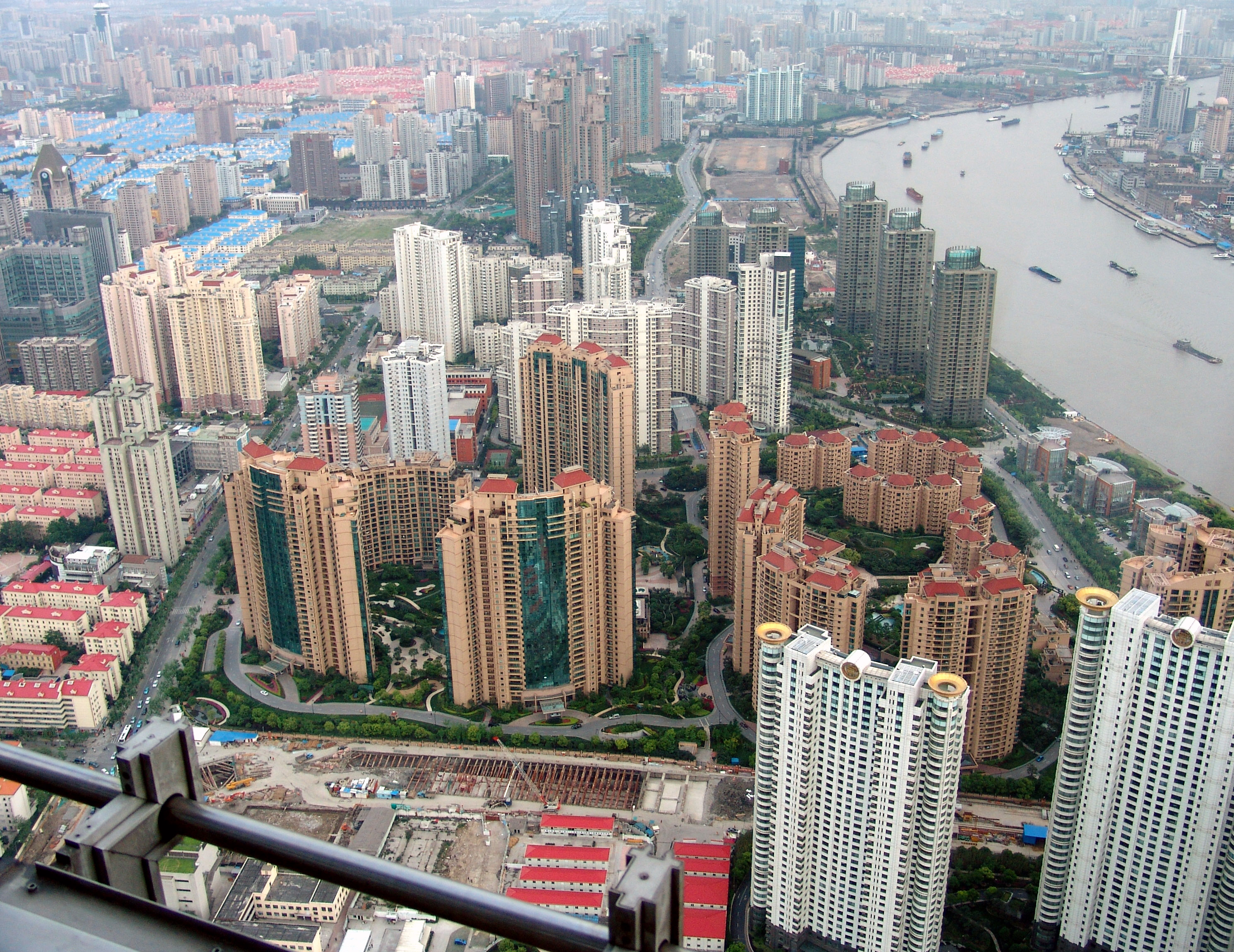
Osiedla mieszkalne w dzielnicy Pudong

W 2018 roku w regionie metropolitarnym mieszkało 24 237 800 osób (w tym osoby zameldowane na pobyt czasowy w liczbie 9 762 100). Wśród osób zameldowanych na stałe 49,52% mieszkańców było mężczyznami, a 50,48% kobietami, ponadto 12% ludności było w wieku do 17 lat, 54% pomiędzy 18 a 59 rokiem życia, zaś 34% ludności było w wieku 60 lat i powyżej. Średnia długość życia w 2018 roku wynosiła ponad 83 lata.
| Ludność Szanghaju od 1950 roku. |            |      |
| Rok                             | Populacja  | +/-  |
| 1950                            | 4 288 000  | -    |
| 1960                            | 6 865 000  | +60% |
| 1970                            | 6 052 000  | -12% |
| 1980                            | 5 928 000  | -2%  |
| 1990                            | 8 606 000  | +45% |
| 1995                            | 11 072 000 | +29% |
| 2000                            | 14 247 000 | +29% |
| 2005                            | 17 056 000 | +20% |
| 2010                            | 20 314 000 | +19% |
| 2015                            | 23 482 000 | +16% |
| 2018                            | 24 237 800 | +3%  |

W 2018 roku w Szanghaju przebywało 164 765 cudzoziemców z pozwoleniem na pobyt, w tym m.in. obywatele poniższych państw:
- Japonia: 29 546 osób;
- Stany Zjednoczone: 22 051 osób;
- Korea Południowa: 21 685 osób;
- Francja: 8 936 osób;
- Niemcy: 7 736 osób;
- Kanada: 7 476 osób;
- Australia: 7 110 osób;
- Wielka Brytania: 6 416 osób;
- Singapur: 6 033 osoby[12].

## Historia

### Wczesna historia

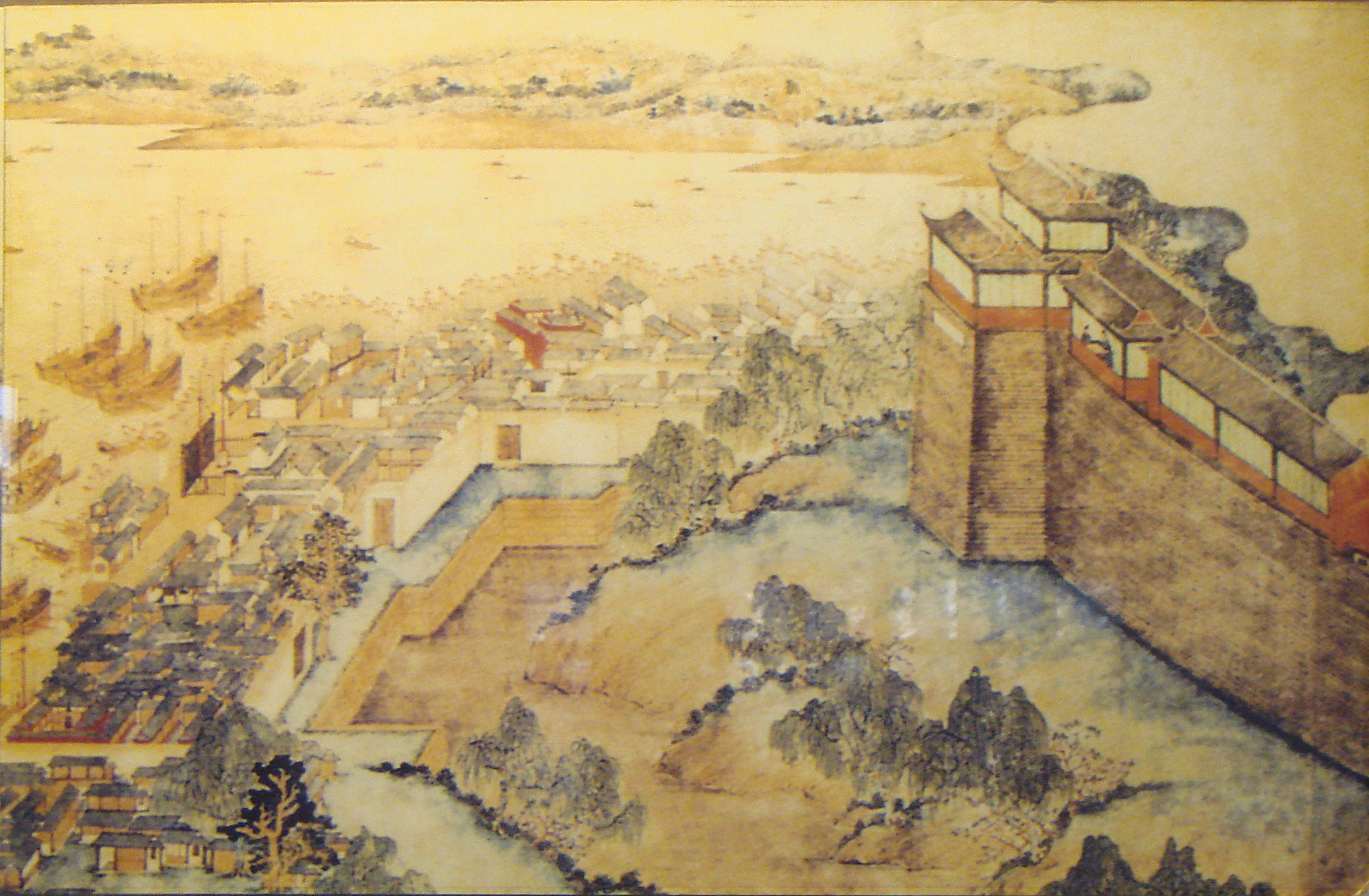
Mury miejskie w XVII wieku

Miasto ma długą historię, sięgającą ponad 1000 lat. Za czasów dynastii Han na terenie obecnego Szanghaju istniała już wioska rybacka. W 751 roku, za panowania dynastii Tang, w granicach dzisiejszego dystryktu Songjiang zostało założone hrabstwo Huating. Za czasów panowania dynastii Song (960–1279) u ujścia rzeki zaczął rozwijać się port morski. Początki portu należy wiązać z 991 rokiem, w którym zatkał się górny strumień dzisiejszej rzeki Wusong Jiang, co spowodowało przesunięcie linii brzegowej na wschód, w wyniku czego przypływające statki musiały zakotwiczyć u odnogi powyższej rzeki, na terenie dzisiejszego nadbrzeża Bundu przy rzece Huangpu Jiang. W 1267 roku na zachodnim brzegu rzeki założono miasto Szanghaj. W 1292 roku rząd dynastii Yuan zatwierdził utworzenie hrabstwa Szanghaj, co jest powszechnie uważane za oficjalną datę założenia miasta. W skład hrabstwa o powierzchni 2000 km² weszło 5 miasteczek i 26 wiosek, które zamieszkiwało łącznie 300–350 tysięcy ludzi. Pierwszy mur miejski o obwodzie około 4,5 km i wysokości 8 metrów został zbudowany w 1553 roku, a w jego skład wchodziło sześć bram i trzy wrota wodne. W XVI wieku, w połowie okresu panowania dynastii Ming, Szanghaj stał się centrum wielu rzemiosł, zwłaszcza produkcji tekstylnej. W 1685 roku rząd Qing utworzył w Szanghaju swój urząd celny.

### XIX wiek

Szanghaj w 1884 roku

Podczas I wojny opiumowej, w 1842 roku wojska Zjednoczonego Królestwa Wielkiej Brytanii i Irlandii okupowały Szanghaj. W tym samym roku podpisano traktat w Nankinie, gwarantujący otwarcie portu w Szanghaju dla międzynarodowego handlu. Kolejne traktaty zapewniły Wielkiej Brytanii, Francji, USA i Japonii eksterytorialne koncesje. Brytyjscy misjonarze otworzyli w 1844 roku pierwszy w mieście szpital oparty na medycynie zachodniej. Podczas buntu Towarzystwa Małego Miecza w okresie powstania tajpingów miasto było okupowane przez buntowników. Powstańcy zburzyli wiele budynków, pozostawiając jednak strefy cudzoziemców nietknięte. Poprzednio w strefach obcych państw nie mogli osiedlać się Chińczycy, ale w 1854 roku weszła ustawa, pozwalająca na takie zameldowanie. Jednocześnie wyżej wymienione trzy państwa zachodnie utworzyły Radę Miejską Szanghaju celem zarządzania enklawami zagranicznymi, jak też otwarto pierwszy Komisariat Policji w mieście. W 1862 roku Francja wycofała się z układu, zaś enklawy brytyjska i amerykańska w 1863 roku połączyły się tworząc Szanghajskie Osiedle Międzynarodowe. W 1865 roku powstała Akademia Longmen, pierwsza publiczna średnia szkoła w Szanghaju. Francuski biznesmen Menard w 1873 roku wprowadził do Szanghaju riksze z Japonii i w następnym roku zarejestrował pierwszą firmę rikszową w mieście. Do końca roku otwarto kolejne firmy, zaś liczba riksz zwiększyła się do 1000. Obecny Szanghajski Uniwersytet Jiao Tong został założony w 1896 roku. Po wygraniu przez Japonię wojny z Chinami, obywatele Japonii mogli działać w Szanghaju i zbudowali pierwsze fabryki. Państwa Europy wykorzystały sytuację i również rozbudowały swoje kapitały w mieście.

### XX wiek

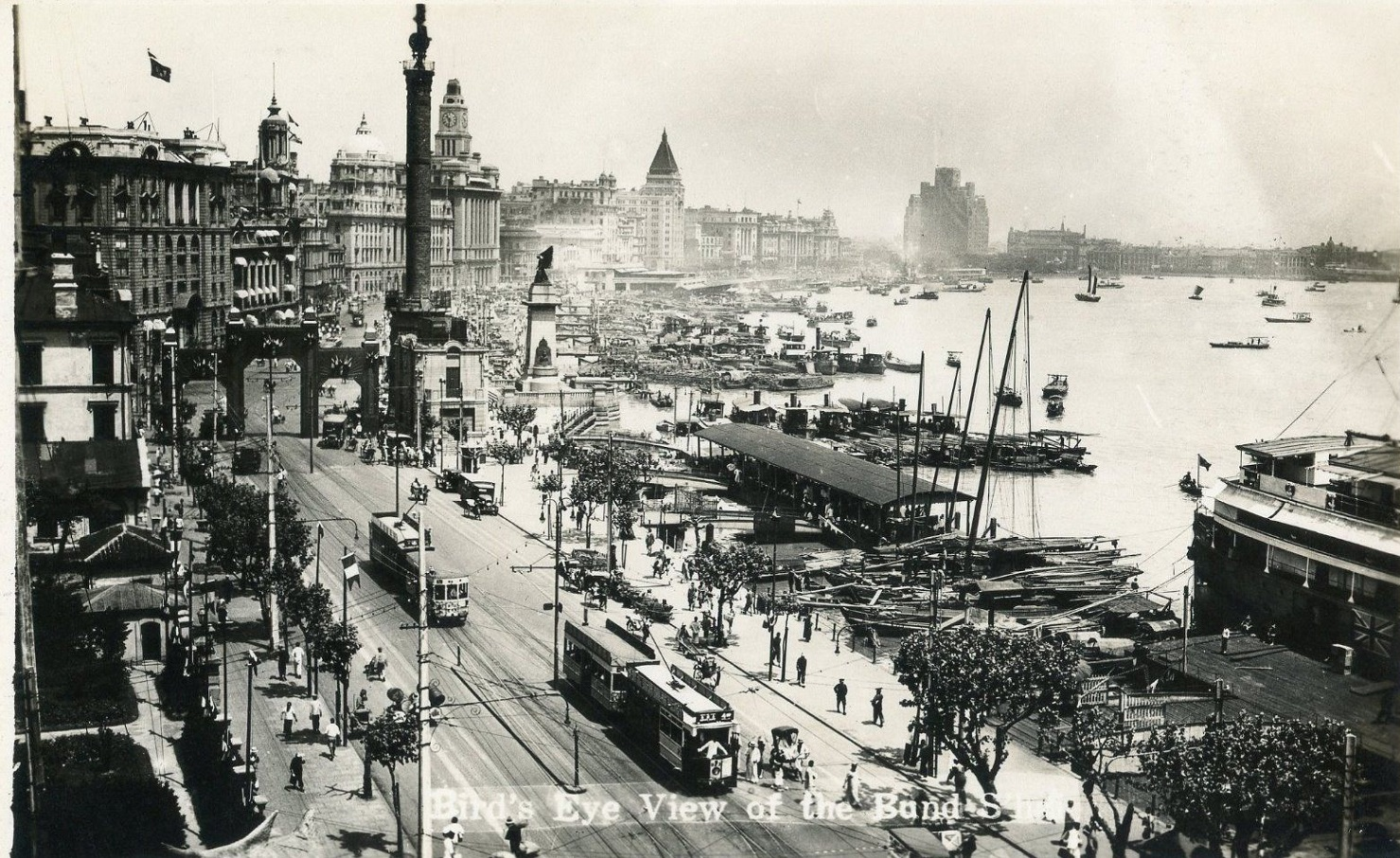
Bund w 1920 roku

Pierwsza linia tramwajowa została uruchomiona w 1908 roku, zaś w 1911 roku zarejestrowano pierwszą profesjonalną firmę taksówkarską, Oriental Automobile Company, która korzystała z żółtych samochodów marki Renault. W 1910 roku w Szanghaju znajdowało się 19 szpitali opartych na medycynie zachodniej. Władze w 1912 roku nakazały zniszczenie muru otaczającego miasta, gdyż utrudniał on transport i handel, zostawiając jedynie niewielki odcinek. Do 1914 roku inwestycje zagranicznych firm w Szanghaju wyniosły 291 mln dolarów. W tym samym roku została uruchomiona pierwsza linia obsługiwana przez trolejbusy, zaś w 1922 roku została uruchomiona pierwsza linia autobusowa. Lotnisko Longhua które otwarto w 1917 roku, było do 1935 roku największym portem lotniczym w Azji. W lipcu 1921 roku w Szanghaju odbył się Krajowy Kongres Założycielski Komunistycznej Partii Chin. W tym samym roku otwarto Port lotniczy Szanghaj-Hongqiao. Wraz z rozwojem miasta w pierwszych dekadach XX wieku, gwałtownej przebudowie uległa nadbrzeżna promenada Bund. W 1927 roku miasto zostało uznane specjalną, osobną prowincją. W tym samym roku ludność miasta wyniosła 2,64 mln osób, przez co Szanghaj stał się największym miastem w Chinach. Na początku 1932 roku doszło do Incydentu szanghajskiego w wyniku czego wojska japońskie wkroczyły do miasta, gdzie pozostawały przez kilka miesięcy. W 1936 roku w Szanghaju prosperowało 561 firm z 28 państw zachodnich i 114 firm z Japonii. Pod koniec lat trzydziestych w mieście było zarejestrowanych ponad 23 tysiące riksz. Po inwazji Japończyków na Chiny w 1937 roku o miasto stoczono krwawą, ponad trzymiesięczną bitwę. Od 1937 roku do 1945 roku miasto znajdowało się pod okupacją japońską. W tym okresie miasto stało się celem podróży wielu uchodźców z Europy, w tym dużą część przyjezdnych stanowili Żydzi. 27 maja 1949 roku miasto zajęły wojska Chińskiej Armii Ludowo-Wyzwoleńczej. Po 1949 roku, zainspirowany „modelem Związku Radzieckiego”, chiński rząd skupił się na industrializacji jako głównym celu rozwoju gospodarczego. W latach 50. i 60. XX wieku Szanghaj stał się ważnym ośrodkiem przemysłowym. W rezultacie liczba pracowników fabryk w Szanghaju gwałtownie wzrosła, w związku z czym część terenów wiejskich została przeznaczona na zabudowę, jak też przebudowano niektóre z istniejących dzielnic. Wybudowane w 1955 roku w stylu socrealistycznym Szanghajskie Centrum Wystawowe, liczące 110,4 m do szczytu iglicy, aż do oddania do użytku Jin Jiang Tower w 1988 roku, nosiło tytuł najwyższego budynku w mieście. W 1984 roku rząd chiński otworzył Szanghaj (wraz z 13 innymi nadmorskimi miastami) dla zagranicznych inwestycji. 26 listopada 1990 roku rozpoczęła swoją działalność Szanghajska Giełda Papierów Wartościowych. Rozwój Pudong rozpoczął się w 1990 roku, kiedy rząd centralny ogłosił, że utworzy i rozwinie specjalną strefę ekonomiczną. Na początku ostatniej dekady XX wieku oddano w centrum do użytku dwa mosty na rzece Huangpu Jiang: Nanpu i Yangpu. Pierwsza linia metra została uruchomiona w 1993 roku. W 1999 roku otwarto Port lotniczy Pudong. Dzięki m.in. działaniom rządu jak i władz lokalnych mającym na celu zachęcić inwestorów zagranicznych, jak i inwestorów z wnętrza Chin do inwestycji w mieście, PKB dzielnicy Pudong wzrósł z 6 mld CNY w 1990 roku do 80 mld CNY w 1999 roku, średnio o 21 procent rocznie.

### XXI wiek

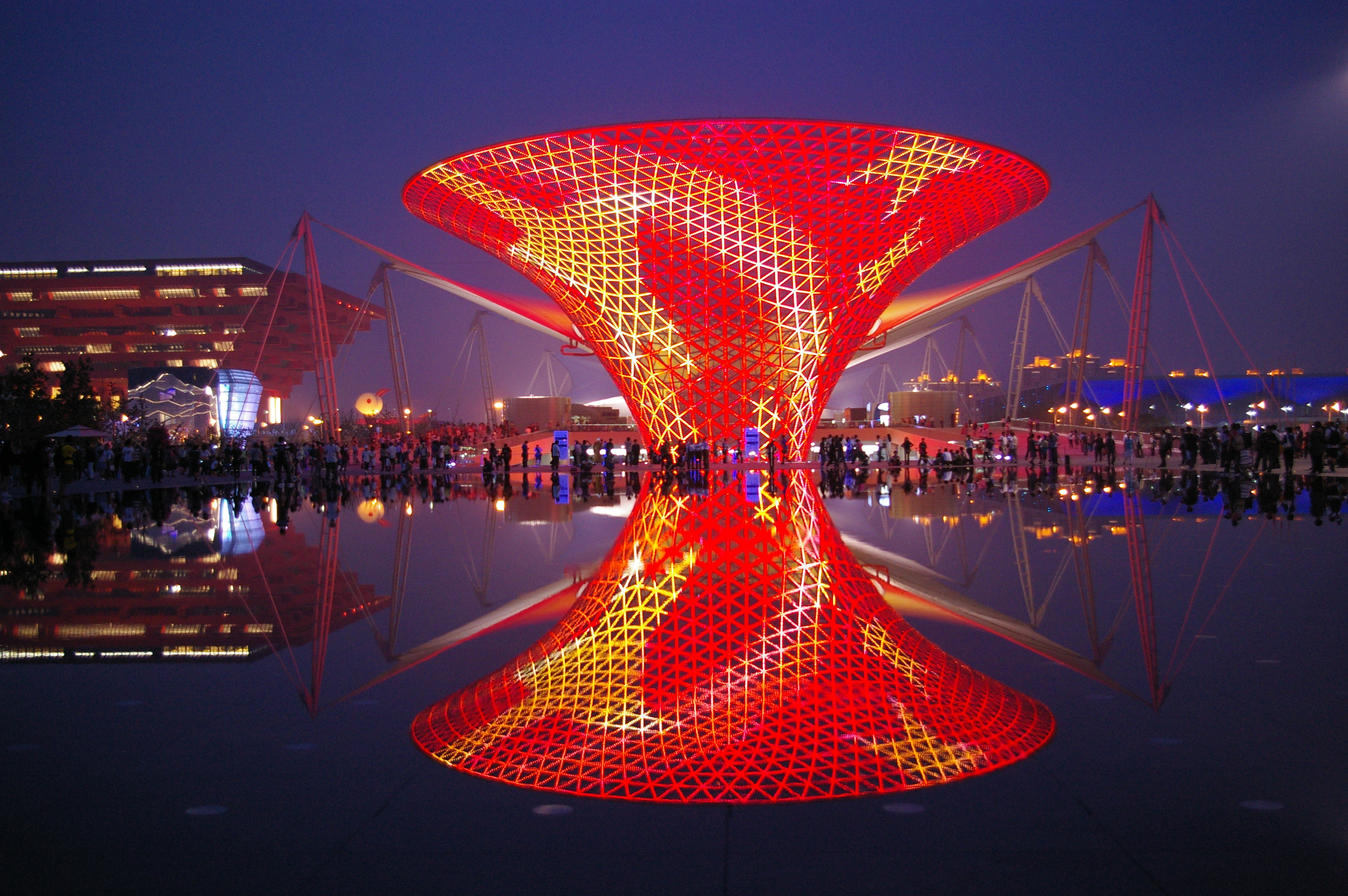
EXPO 2010

Szanghajska Giełda Złota rozpoczęła swoją działalność w 2002 roku. W 2003 roku otwarto most Lupu, drugi co do wielkości most łukowy na świecie.
Południową część dzielnicy Pudong połączono w 2005 roku mostem Donghai o długości 30 km z portem Yangshan (od 2017 roku największy na świecie zautomatyzowany port kontenerowy) wchodzącym w skład Portu Szanghaj, jednakże znajdującym się na wyspach należących do sąsiedniej prefektury miejskiej Zhoushan. 12 Światowe Igrzyska Olimpiad Specjalnych odbyły się w mieście w 2007 roku, wzięło w nich udział ponad 7200 zawodników. W 2009 roku otwarto połączenie z położonym na wyspach powiatem Chongming. Składa się ono z tunelu o długości 8,9 km łączącego dzielnicę Pudong z wyspą Changxing oraz z mostu o długości 16,5 km łączącego wyspę Changxing z główną wyspą Chongming. W 2010 roku liczba mieszkańców Szanghaju przekroczyła 20 mln osób. Od maja do października 2010 roku w mieście odbywała się wystawa światowa Expo 2010. Od 2010 roku do końca 2019 roku Metro w Szanghaju było najdłuższą tego typu siecią na świecie. W 2011 roku kompleksem mostów i wiaduktów Chongming-Qidong o długości 52 km połączono powiat Chongming z sąsiednią prefekturą miejską Nantong. W tym samym roku uruchomiono szybką linię kolejową Szanghaj-Pekin, na której kursują pociągi kolei dużej prędkości. Szanghajską strefę wolnego handlu, która obejmuje obecnie część dzielnicy Pudong, utworzono w 2013 roku. Oddany do użytku w 2017 roku wieżowiec Shanghai Tower jest drugim najwyższym budynkiem na świecie. Od 2018 roku w mieście odbywają się targi China International Import Expo. W 2019 roku PKB dzielnicy Pudong wyniósł 1,27 biliona CNY, co stanowiło prawie 212-krotny wzrost w stosunku do 6 miliardów CNY osiągniętych w 1990 roku, tj. w roku, w którym ustanowiono specjalną strefę ekonomiczną.

## Gospodarka

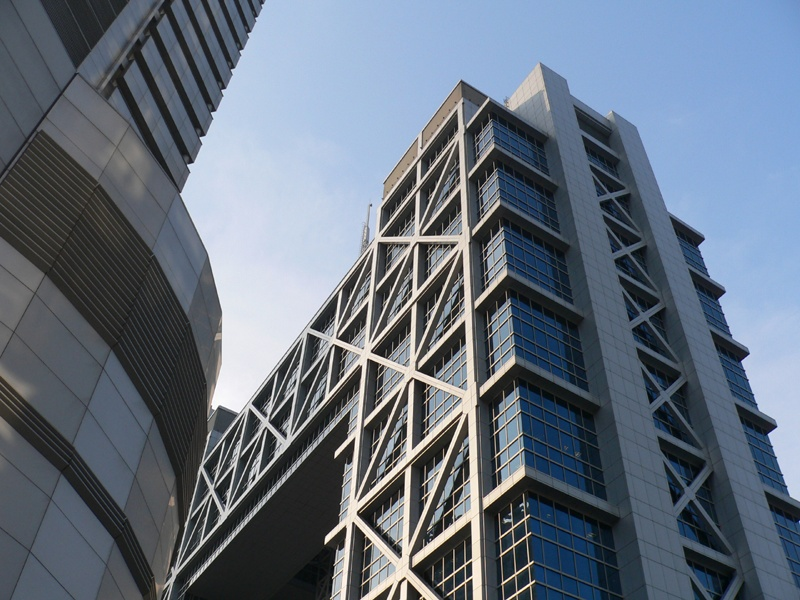
Szanghajska Giełda Papierów Wartościowych

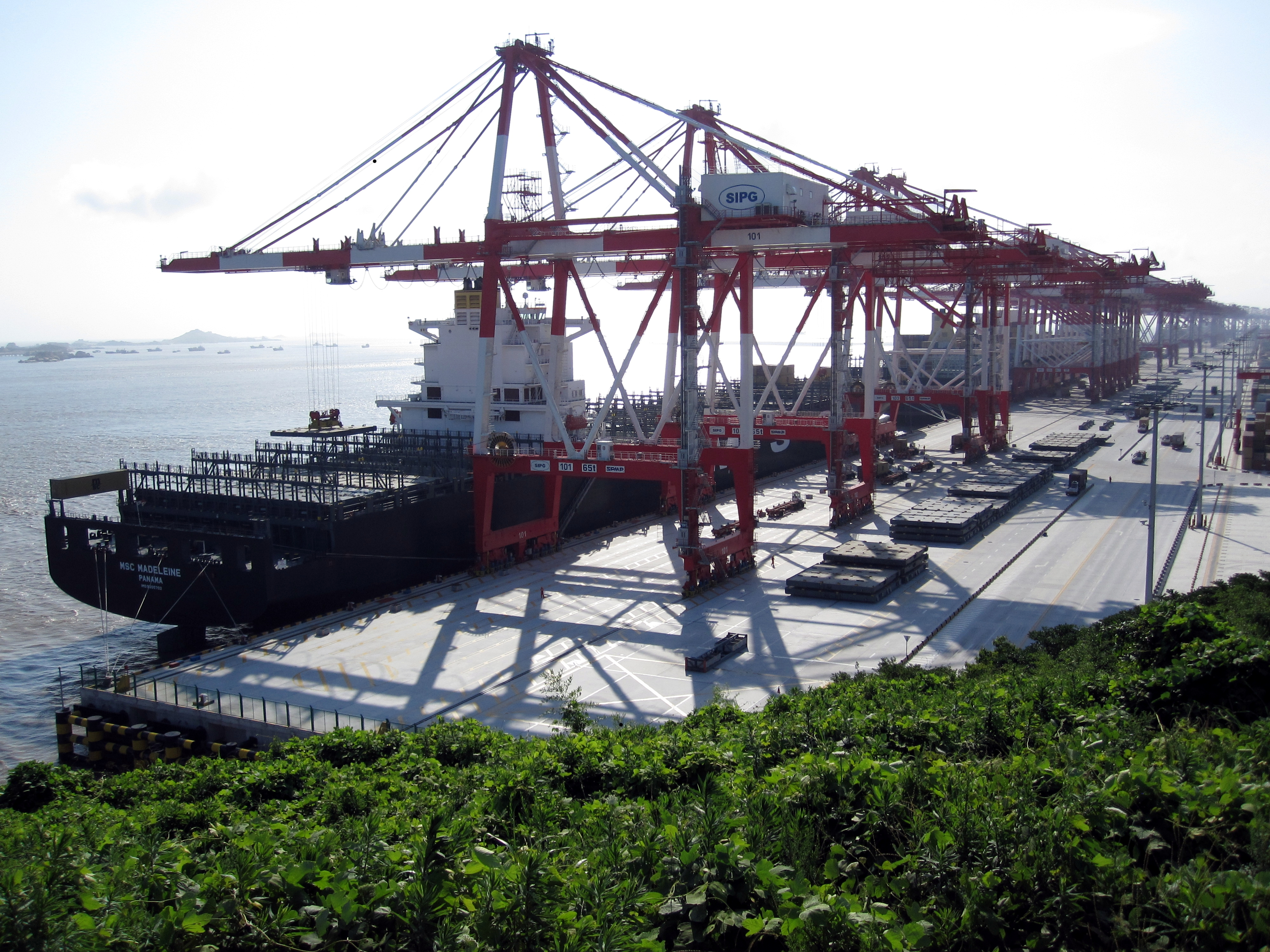
Port Yangshan

Według rankingu konkurencyjności globalnych centrów finansowych (GFCI) ogłoszonego 26 marca 2020 roku Szanghaj zajmował 4. miejsce na świecie. W 2019 roku przychód PKB Szanghaju wyniósł ponad 3,82 biliona CNY, co było najwyższym wynikiem w kontynentalnych Chinach. W 2019 roku sektor usług odpowiadał za ponad 70% przychodu PKB miasta, zaś całkowity wzrost PKB wyniósł 6% w skali roku. Oficjalne statystyki podają, że w Szanghaju w 2019 roku dokonano 6800 nowych inwestycji zagranicznych, zaś łączna wartość kapitału zagranicznego objętego umowami wyniosła 50,25 miliardów USD.
W 1990 roku ogłoszono projekt dotyczący utworzenia dzielnicy finansowej Pudong. Gwałtowny rozwój specjalnej strefy ekonomicznej spowodował, iż w XXI wieku podjęto kolejne działania zwiększające potencjał dzielnicy m.in. w 2005 r. ogłoszono, że obszar Lujiazui jest jedyną strefą finansów i handlu spośród 185 stref rozwoju państwowego w Chinach kontynentalnych, zaś w 2013 roku utworzono szanghajską strefę wolnego handlu, która docelowo ma być rozciągnięta na całą dzielnicę Pudong. W 2017 roku strefa wolnego handlu odpowiadała za 39% eksportu Szanghaju. W 2019 roku PKB dzielnicy wyniósł 1,27 biliona CNY, co stanowiło 33% przychodu całej aglomeracji. W pierwszym kwartale 2020 roku w Pudong miało siedziby ponad 1000 instytucji finansowych, ponad 300 regionalnych siedzib międzynarodowych koncernów oraz ponad 240 centrów badawczo-rozwojowych z inwestycjami zagranicznymi.
Łączne obroty ładunkowe portu w Szanghaju w 2019 roku wyniosły 43,3 milionów TEU, co stawiało go dziesiąty rok z rzędu na pierwszym miejscu na świecie pod względem wielkości przeładunku kontenerowego. Ponadto w 2019 roku po raz pierwszy znalazł się on w pierwszej trójce międzynarodowych centrów wysyłkowych.
Całkowita wartość Szanghajskiej Giełdy Papierów Wartościowych w 2019 roku osiągnęła wartość 35,5 biliona CNY, zaś liczba spółek notowanych na giełdzie wyniosła 1572. W Szanghaju na początku 2020 roku siedziby miało 460 spółek notowanych na giełdzie, o całkowitej wartości rynkowej 7,9 biliona CNY, co stanowiło trzeci wynik w kraju. Na opublikowanej w 2019 roku liście największych firm na świecie "Fortune Global 500" znajdowało się dziewięć firm, które miały siedziby w Szanghaju, w tym SAIC Motor, największy producent samochodów w Chinach oraz China Baowu Steel Group, drugi producent stali na świecie. W 2019 roku otwarto w mieście największą poza Stanami Zjednoczonymi fabrykę samochodów Tesla.
W 2018 roku Szanghaj był na drugim miejscu w kraju pod względem liczby zamożnych rodzin, w mieście było około 602 000 gospodarstw domowych posiadających aktywa powyżej 6 milionów CNY.

## Transport

### Transport kolejowy

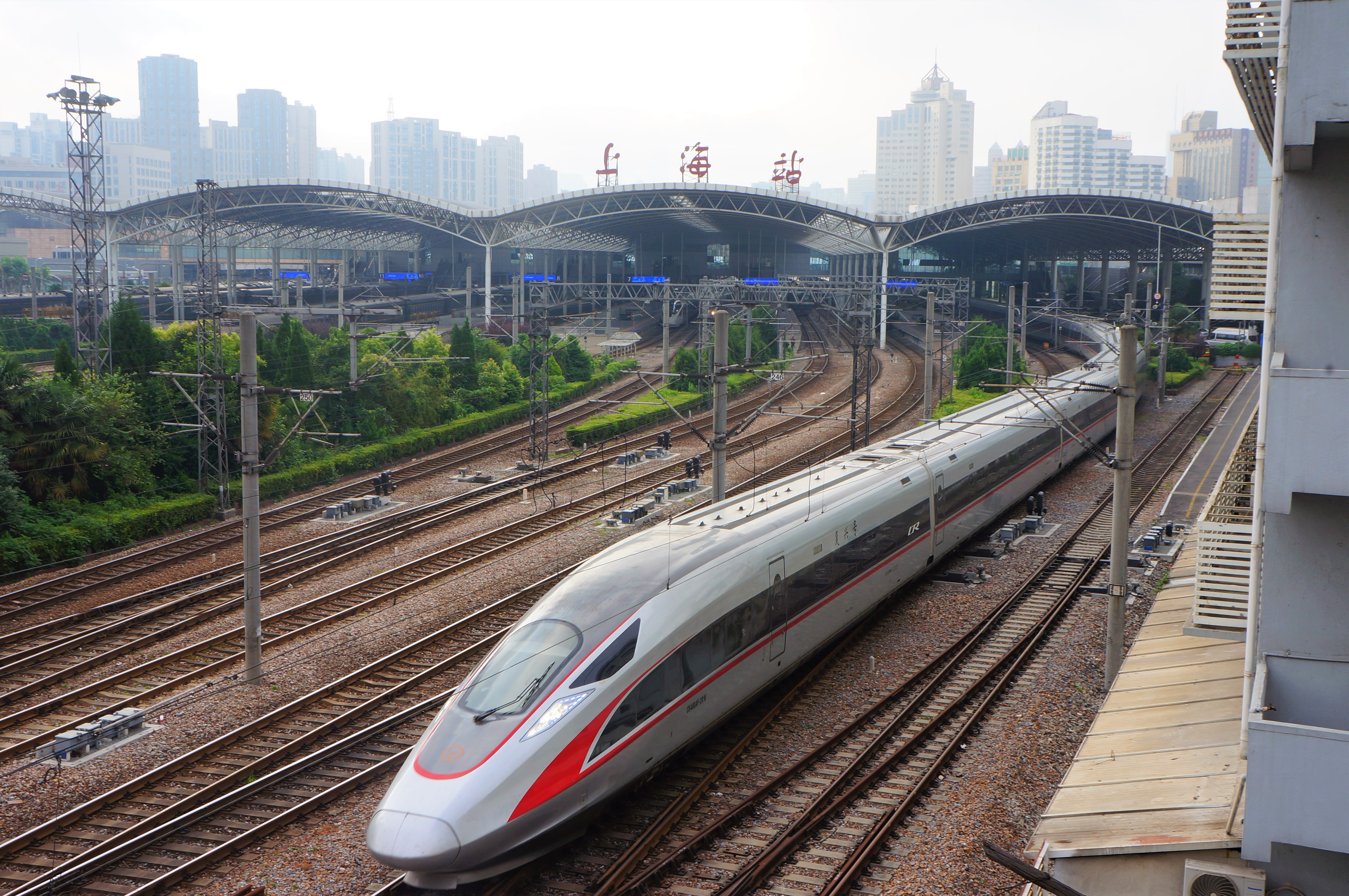
Pociąg opuszczający Dworzec Główny

Największym dworcem w Szanghaju jest Hongqiao. Pozostałe ważniejsze dworce to: Główny, Południowy i Zachodni. Rekordowa liczba pasażerów jednego dnia została obsłużona 1 października 2019 roku podczas Święta Narodowego, w tym dniu z kolei skorzystało 596 tysięcy osób. Z powyższych dworców kursują pociągi kolei dużej prędkości, które obsługują m.in. linię kolejową Szanghaj-Pekin, z której w 2019 roku skorzystało 215 milionów pasażerów, co stanowiło 6 procent całkowitej liczby pasażerów przewożonych koleją w kraju. Na początku listopada 2020 roku Szanghaj miało obsługiwać dziennie 588 składów pociągów (zwiększona liczba o 53 od standardowej z uwagi na odbywające się targi China International Import Expo), które łącznie miały 469 tysięcy miejsc dla pasażerów.

### Transport lotniczy
Miasto obsługują dwa lotniska:

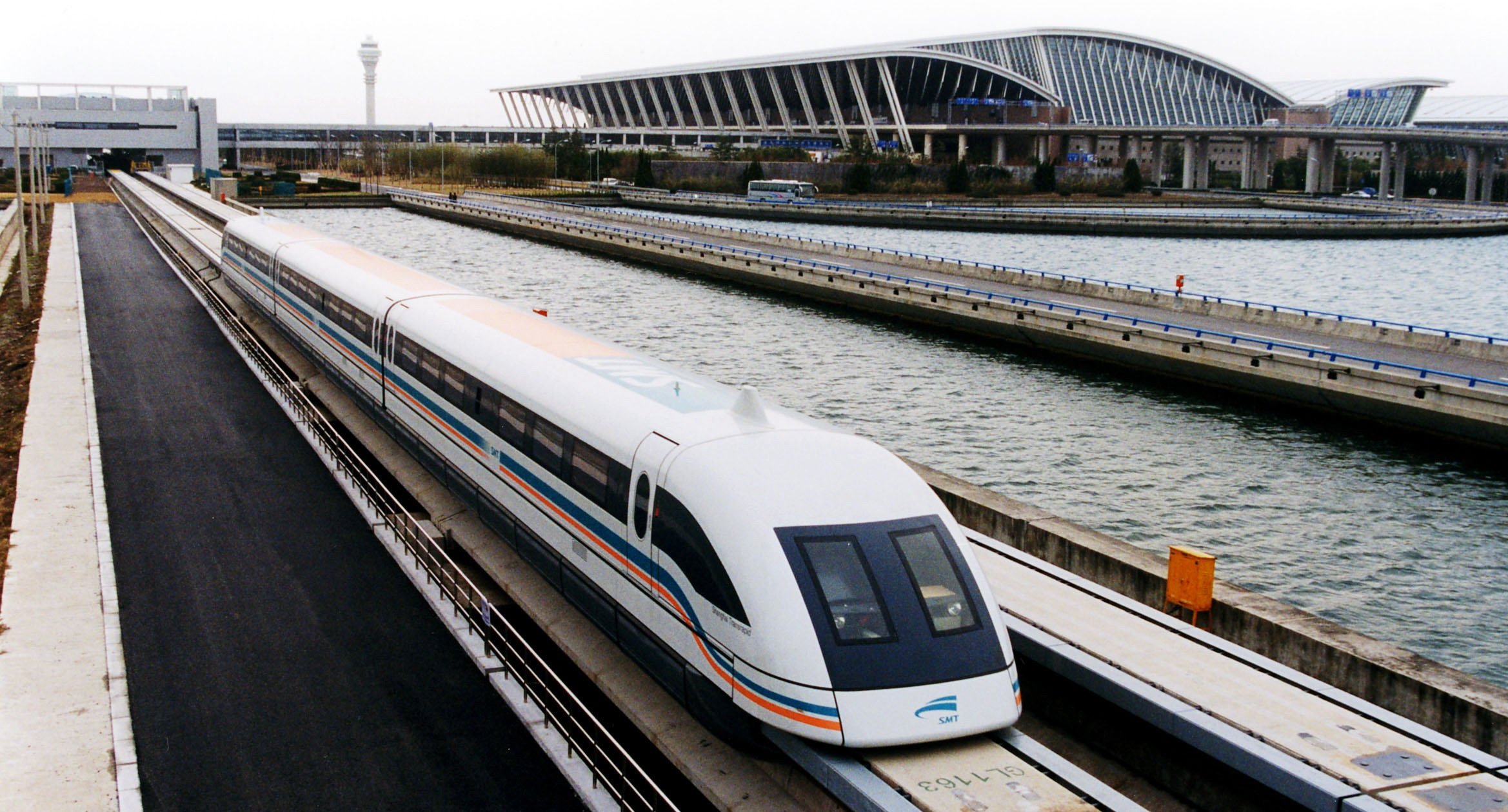
Kolej Transrapid Szanghaj z lotniska Pudong

- Szanghaj-Pudong, z którego w 2019 roku skorzystało ponad 76 mln pasażerów co stawiało je na drugim miejscu w kraju pod względem liczby obsłużonych osób;
- Szanghaj-Hongqiao, z którego w 2019 roku skorzystało ponad 45 mln pasażerów co stawiało je na ósmym miejscu w kraju pod względem liczby obsłużonych osób[72].

Oba lotniska obsłużyły w 2018 roku ponad 117 milionów pasażerów, dzięki czemu Szanghaj stał się piątym co do wielkości węzłem lotniczym na świecie po Londynie, Nowym Jorku, Tokio i Atlancie.

### Transport drogowy

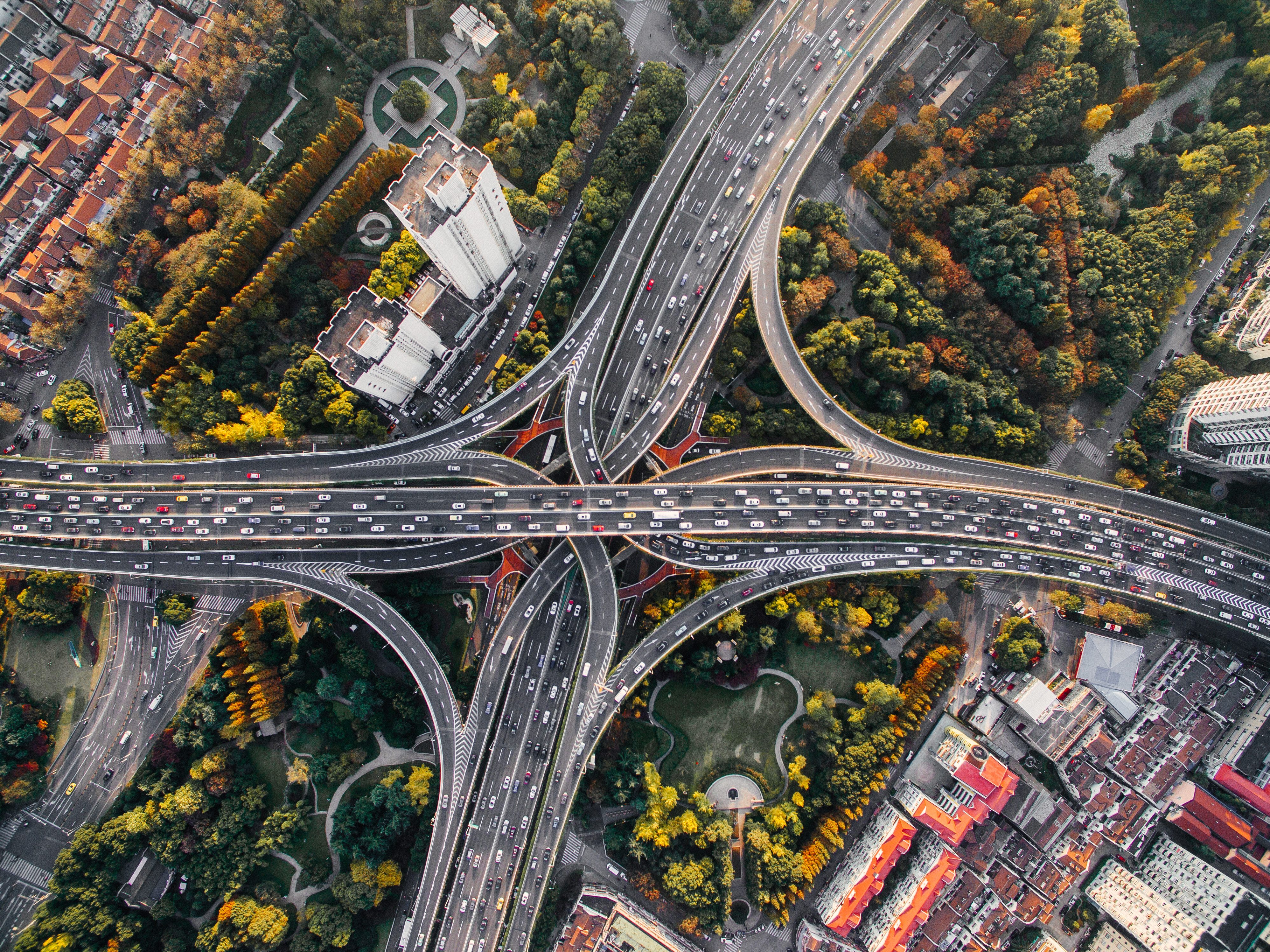
Węzeł drogowy w Szanghaju

W 2019 roku w Szanghaju liczba zarejestrowanych samochodów wyniosła 5,4 mln. Miasto posiadało w 2018 roku 13106 km dróg publicznych, w tym 836 km dróg szybkiego ruchu.
Najważniejsze drogi w Szanghaju:
- autostrada G2 – biegnąca do Pekinu;
- autostrada G15 – biegnąca z Shenyang do Haikou;
- autostrada G40 – biegnąca do Xi’an (biegnąca tunelem na wyspę Changxing, a następnie mostem na wyspę Chongming i przez kolejny most do prefektury miejskiej Nantong);
- autostrada G42 – biegnąca do Chengdu (początkowa część wspólna z G2);
- autostrada G50 – biegnąca do Chongqing;
- autostrada G60 – biegnąca do Kunming;
- autostrada G92– pętla łącząca Jiaxing z Hangzhou i Ningbo (której trasa przechodzi przez most przez zatokę Hangzhou o długości 36 km) z odnogami do Szanghaju (poprzez autostrady G15 i G60);
- autostrada G1501 – pętla wokół Szanghaju.

### Transport publiczny

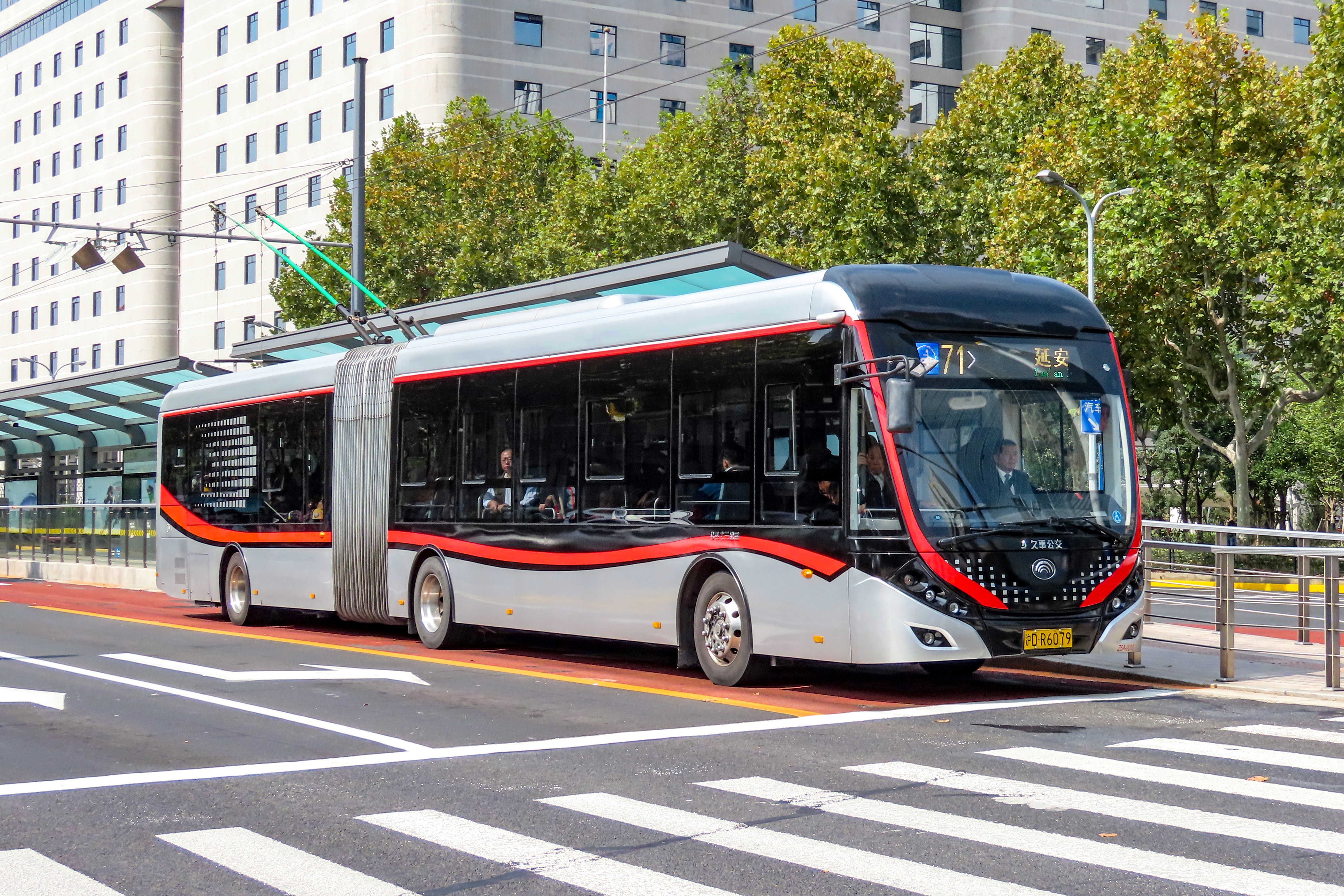
Trolejbus na szybkiej linii nr 71

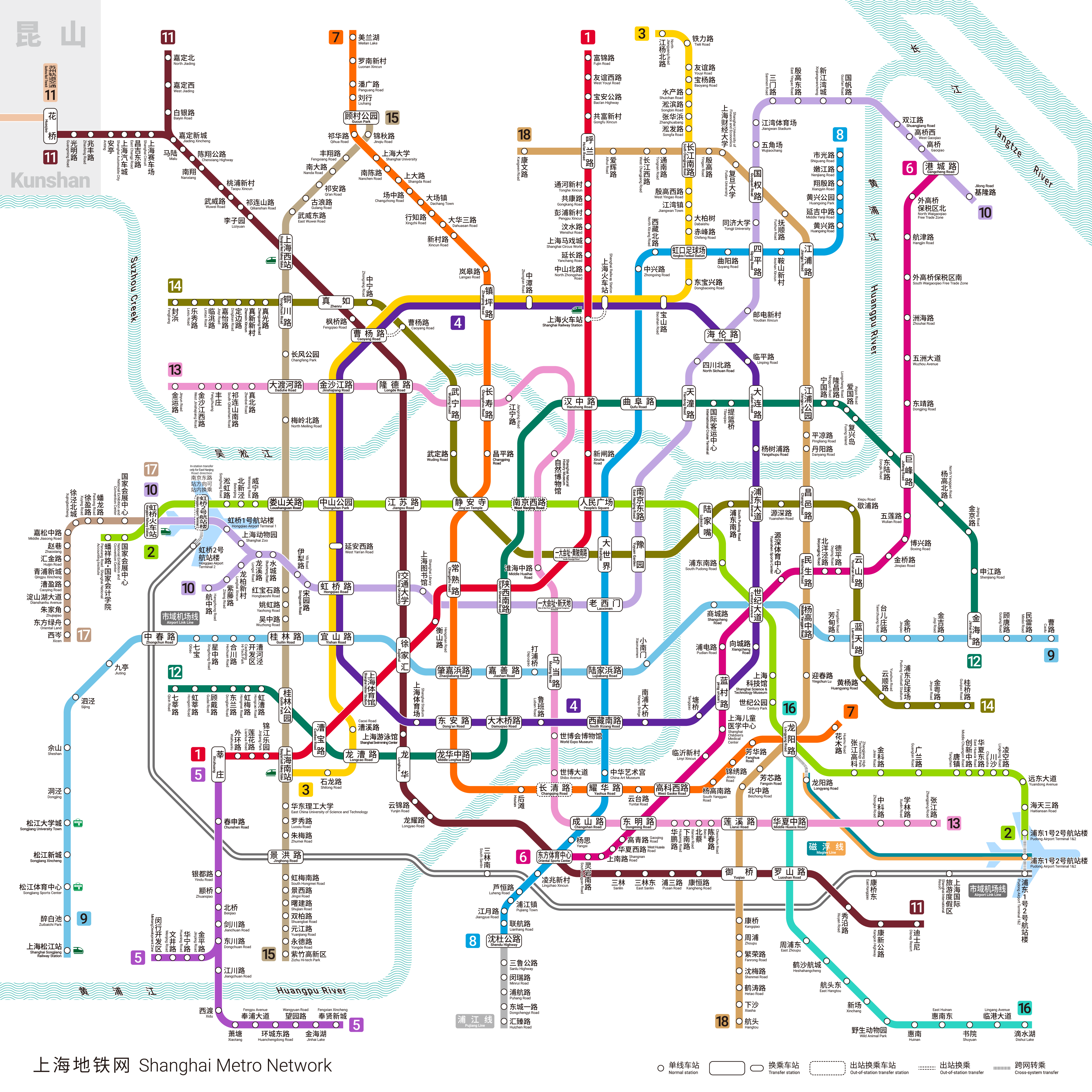
Sieć metra w Szanghaju

W 2019 roku z transportu publicznego w Szanghaju korzystało dziennie średnio 16,47 mln pasażerów, w tym:
- autobusy i tramwaje: 5,71 mln
- metro: 10,64 mln
- tramwaje wodne: 118 tysięcy[75].

Za przejazd wszystkimi wyżej wymienionymi środkami transportu można płacić przy pomocy karty bezstykowej Shanghai Public Transportation Card – pełni ona rolę elektronicznej portmonetki, którą doładowywać można w licznych punktach rozmieszczonych w mieście (w niektórych sklepach, bankach oraz na wszystkich stacjach metra).
Od 2003 roku do Portu lotniczego Szanghaj-Pudong, można dotrzeć linią kolei magnetycznej Transrapid Szanghaj, zbudowaną przez niemiecką firmę Transrapid International, która osiąga prędkość 431 km/h.
W marcu 2020 roku system metra w Szanghaju miał długość 673 km i w 2019 roku był drugą, po Pekinie najdłuższą tego typu siecią, zaś z 16 linii metra korzystało dziennie średnio 10,06 mln pasażerów.
W 2019 roku miasto posiadało 1575 linii transportu publicznego, które były obsługiwane przez około 17,9 tysiąca pojazdów (w tym około 11 tysięcy autobusów bezemisyjnych). 14 linii obsługiwanych jest przez trolejbusy, w tym otwarta w 2017 roku szybka linia 71 łącząca dworzec autobusowy Shenkun Road, przy Porcie lotniczym Szanghaj-Hongqiao z okolicami promenady Bund.
W Szanghaju działają 3 linie tramwajowe o łącznej długości 41 km i obsługujące 57 przystanków (w tym 11 współdzielą linie T1 i T2). W mieście na koniec 2019 było zarejestrowanych ponad 40 tysięcy taksówek.
W Szanghaju na 19 liniach obejmujących 40 przystani kursują tramwaje wodne.

### Transport wodny

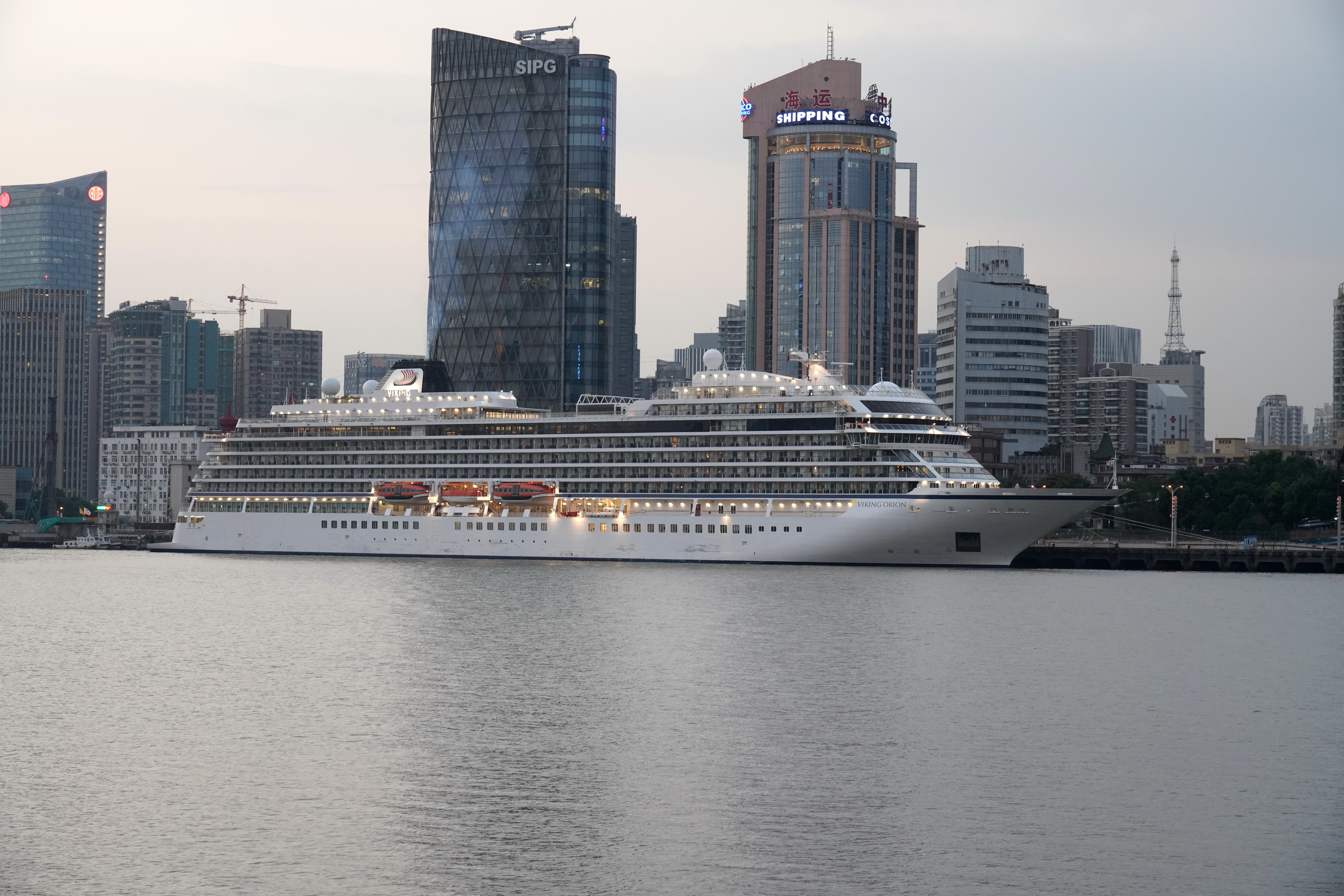
Wycieczkowiec w Szanghaju

Port w Szanghaju w 2019 roku był czwartym na świecie pod względem ruchu wycieczkowców, ponadto 63% chińskiego rynku wycieczkowego pochodziło z Szanghaju.
Miasto posiada 3 terminale dla wycieczkowców:
- Międzynarodowy Terminal Wycieczkowy Wusongkou;
- Międzynarodowy Terminal Wycieczkowy Waigaoqiao;
- Szanghajski Międzynarodowy Terminal Wycieczkowy.

## Najwyższe budynki
W Szanghaju pod koniec października 2020 roku znajdowało się 166 budynków których wysokość przekraczała 150 metrów. Shanghai Tower jest drugim najwyższym budynkiem na świecie, ustępuje jedynie Burdż Chalifa w Dubaju.
| Miejsce | Nazwy najwyższych budynków      | Wysokość (m) | Rok ukończenia |
| ------- | ------------------------------- | ------------ | -------------- |
| 1       | Shanghai Tower                  | 632          | 2015           |
| 2       | Shanghai World Financial Center | 492          | 2008           |
| 3       | Jin Mao Tower                   | 421          | 1999           |
| 4       | Shimao International Plaza      | 333          | 2006           |
| 5       | Sinar Mas Center 1              | 320          | 2017           |
| 6       | Plaza 66                        | 288          | 2001           |
| 7       | Tomorrow Square                 | 285          | 2003           |
| 8       | Qiantan Center                  | 280          | 2020           |
| 9       | Hong Kong New World Tower       | 278          | 2002           |
| 10      | Shanghai SK Group Tower         | 275          | 2019           |

## Ludzie i kultura

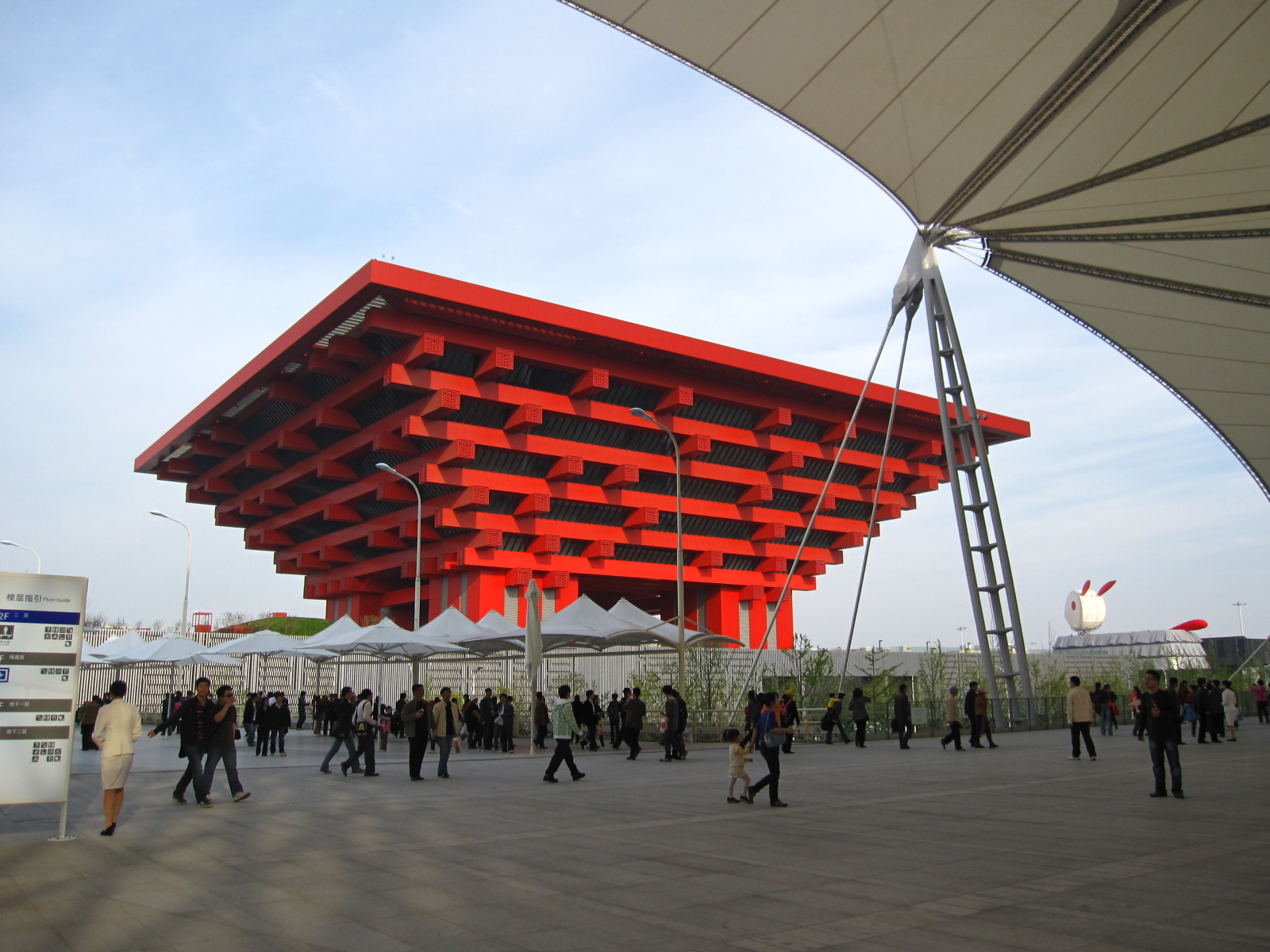
Chińskie Muzeum Sztuki

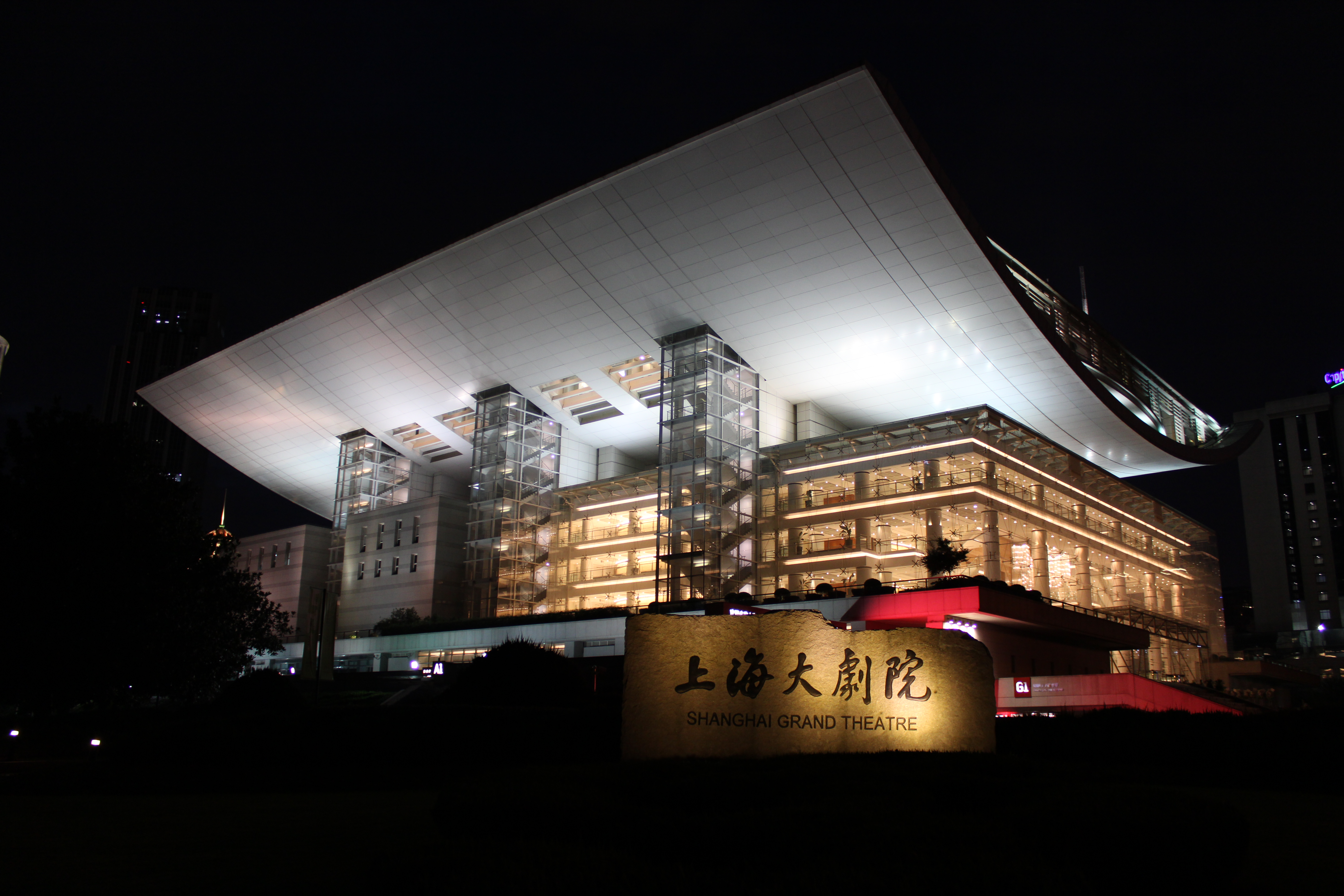
Teatr Wielki

W mieście da się często słyszeć dialekt chińskiego języka Wu zwany szanghajskim, mimo iż urzędowym językiem jest mandaryński. Jednak rozwój miasta spowodował, że obecnie ponad 40% mieszkańców pochodzi z innych rejonów kraju, w wyniku czego lokalny dialekt jest skutecznie wypierany przez język urzędowy. W związku z powyższym prawie wszyscy mieszkańcy miasta poniżej 50 roku życia umieją płynnie posługiwać się językiem mandaryńskim, zaś największą grupą posługującą się dialektem szanghajskim, stanowią ludzie w wieku powyżej 50 roku życia. Przeprowadzone w 2017 roku badania wykazały, że w Szanghaju wśród osób w wieku od 6 do 20 lat jedynie 22,4% mieszkańców posługuje się lokalnym dialektem, w odróżnieniu od Kantonu, gdzie ponad 71% osób używa własnego dialektu. Ponadto wg raportu EF EPI w 2018 roku Szanghaj zajmował pierwsze miejsce w kraju pod względem znajomości przez mieszkańców języka angielskiego.
Charakterystyczne dla miasta były tradycyjne domy, zwane shikumen, które były budowane tu już od bardzo dawna. Wykonane są one głównie z czarnej albo szarej cegły. W mieszkaniach tych pełno jest przejść do innych pokoi o charakterystycznych łukach. Tak jak wszystkie tradycyjne domy w Chinach i shikumen miały dziedzińce. Jednak z powodu braku miejsca były one, podobnie jak pokoje, bardzo małe. Przed II wojną światową ponad 80% ludności miasta mieszkało w takich domach. Obecnie władze lokalne przeprowadzają programy odnowy budynków w celu uratowania charakterystycznej dla miasta zabudowy.
Szanghaj posiada wiele obiektów kulturalnych na czele z Wielkim Teatrem i Centrum Sztuki Orientalnej (w skład którego wchodzą sale koncertowa, operowa i teatralna), a także Muzeum Szanghaju, posiadającym jedną z największych kolekcji chińskich zabytków na świecie oraz Muzeum Chińskiej Sztuki, mieszczącym się w charakterystycznym pawilonie z Expo 2010.
Szanghaj jest uważany za miejsce narodzenia nowoczesnych Chin; był także przez pierwszą połowę XX wieku centrum kulturalnym Chin. W pierwszych dekadach XX wieku w związku z licznie przebywającymi w mieście obcokrajowcami ukształtowała się tzw. kultura Haipai (styl szanghajski), charakteryzująca się różnorodnością wynikającą z przenikającymi się kulturami wschodu i zachodu. Miała tu miejsce bitwa między pisarzami socjalistycznymi (żyli tu pionierzy tej sztuki: Lu Xun i Mao Dun), a liczniejszymi pisarzami romantyzmu (m.in. Shi Zhecun, Shao Xunmei, Ye Lingfeng, Eileen Chang). Jedno z najbardziej znanych chińskich dzieł, Oblężona Forteca (autorstwa Qian Zhongshu) częściowo dzieje się w mieście.
Oprócz literatury, Szanghaj był także miejscem narodzin chińskiej kinematografii. Kino pojawiło się w mieście w 1896 roku. Pierwsze chińskie filmy, takie jak Niełatwy Odcinek (Nanfu Nanqi, 1913) czy Osierocony Dziadek (Gu’er Jiuzu Ji, 1923) były pierwszy raz wyświetlane właśnie w Szanghaju. Te dwa filmy przyczyniły się do dalszego rozwoju szanghajskiej kinematografii. Tutejsze filmy wykreowały chińską Marilyn Monroe – Zhou Xuan. Jednak wybuch II wojny światowej oraz rządy komunistów przyczyniły się do zahamowania produkcji filmowej w Szanghaju, oraz wzrostu znaczenia kinematografii z Hongkongu.
Kuchnia szanghajska należy do czterech głównych nurtów kulinarnych Chin.

## Edukacja

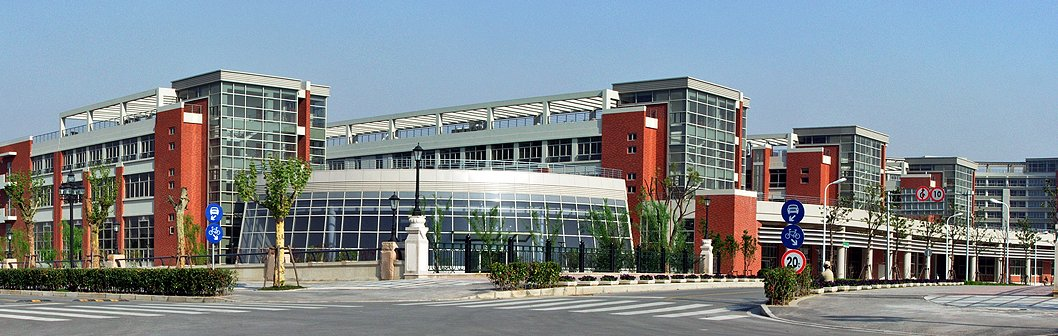
Uniwersytet Jiao Tong w Szanghaju

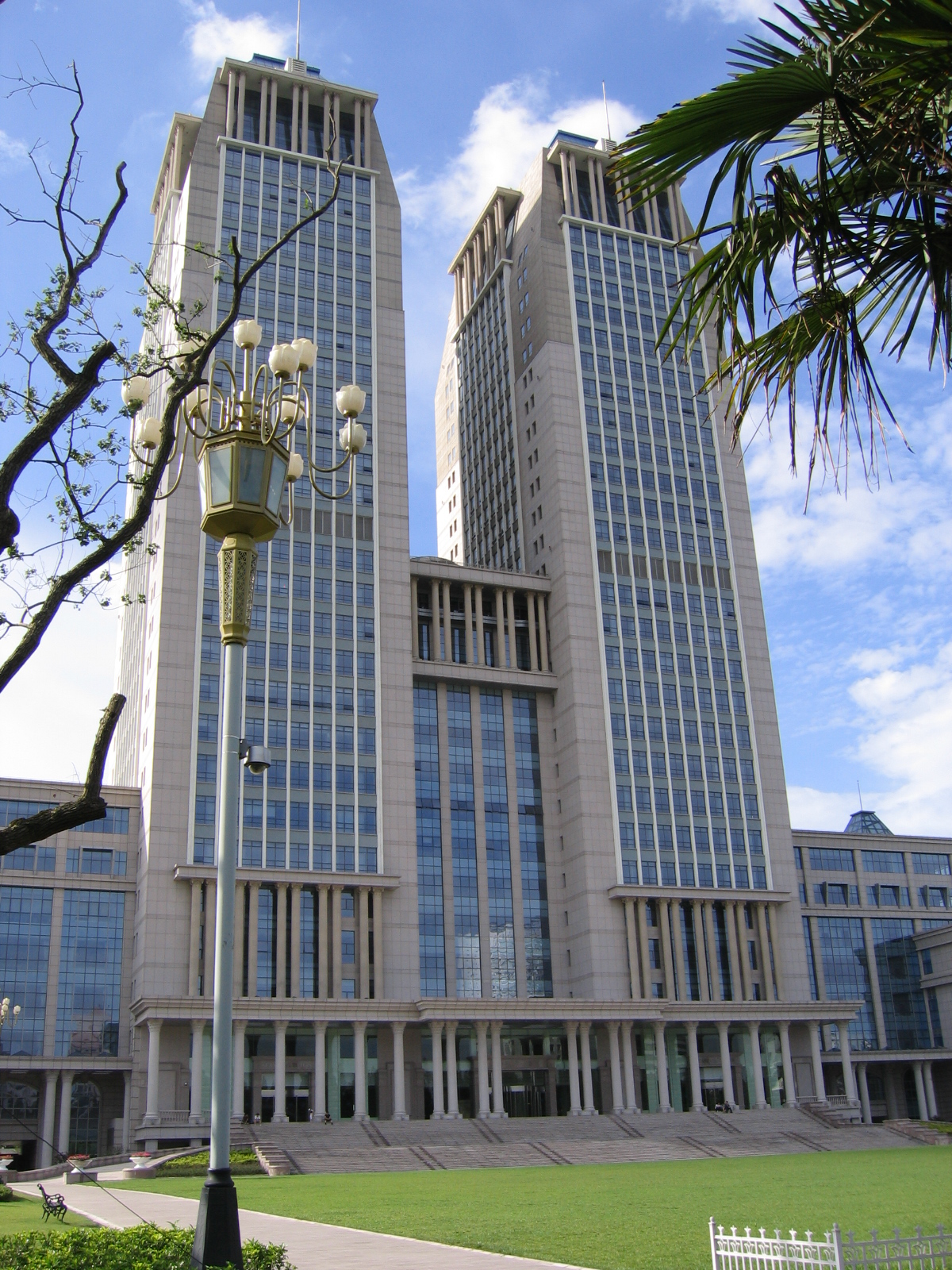
Uniwersytet Fudan

W 2018 roku w Szanghaju znajdowały się 64 wyższe uczelnie na których studiowało ponad 517 tysięcy osób. Ponadto w mieście funkcjonowało 925 szkół średnich, 721 szkół podstawowych i 30 szkół specjalnych.
W Szanghaju znajdują się czołowe w kraju wyższe uczelnie:
- Uniwersytet Jiao Tong w Szanghaju (上海交通大学) (zał. 1896, w 2019 roku na 4. miejscu w rankingu najlepszych uniwersytetów w kraju[109]),
  - w tym Szkoła Medyczna (上海交通大学医学院, 原上海第二医科大学),
- Fudan University (复旦大学) (zał. 1905, w 2019 roku na 5. miejscu w rankingu),
  - w tym Szkoła Medyczna (复旦大学上海医学院, 原上海医科大学医学院),
- Uniwersytet Tongji (同济大学) (zał. 1907, w 2019 roku na 13. miejscu w rankingu),

Ponadto w 2019 roku w pierwszej setce najlepszych uniwersytetów w Chinach znajdowały się także:
- Wschodniochiński Uniwersytet Pedagogiczny (华东师范大学),
- Wschodniochiński Uniwersytet Nauki i Technologii (华东理工大学),
- Uniwersytet Szanghajski (上海大学),
- Szanghajski Uniwersytet Finansów i Ekonomii (上海财经大学),
- Uniwersytet Donghua (东华大学),
- Szanghajski Uniwersytet Studiów Międzynarodowych (上海外国语大学),

Pozostałe notowane wyższe uczelnie:
- Szanghajski Uniwersytet Nauki i Technologii (上海理工大学),
- Wschodniochiński Uniwersytet Polityki i Prawa (华东政法学院),
- Szanghajski Uniwersytet Pedagogiczny (上海师范大学),
- Szanghajski Uniwersytet Międzynarodowego Biznesu i Ekonomii (上海对外经贸大学),
- Szanghajski Uniwersytet Morski (上海海事大学),
- Szanghajski Uniwersytet Energii Elektrycznej (上海电力学院),
- Szanghajski Uniwersytet Handlu Lixin (上海立信会计学院),
- Szanghajski Uniwersytet Oceaniczny (上海海洋大学),
- Szanghajski Instytut Technologiczny (上海应用技术学院),
- Politechnika Szanghajska (上海第二工业大学),
- Szanghajski Uniwersytet Nauk Inżynieryjnych (上海工程技术大学),
- Szanghajski Uniwersytet Dianji (上海电机学院),
- Szanghajska Akademia Wychowania Fizycznego (上海体育学院),

Ponadto w mieście funkcjonują m.in. następujące wyższe uczelnie:
- Szanghajska Akademia Teatralna (上海戏剧学院),
- Szanghajskie Konserwatorium Muzyczne (上海音乐学院),
- Chińsko-Europejska Szkoła Międzynarodowego Biznesu (中欧国际工商学院),
- Chińska Akademia Kadr Kierowniczych w Pudong (中国浦东干部学院) (zał. w 2005, jedna z uczelni KPCh),
- Uniwersytet Badawczy ShanghaiTech (上海科技大学) (wspierany przez Chińską Akademię Nauk),
- prywatny Uniwersytet Sanda (上海杉达学院).

Nieistniejące już uczelnie:
- Uniwersytet Aurora

## Atrakcje
Lista miejsc wartych zwiedzenia:
- Bund,
- Plac Ludowy,

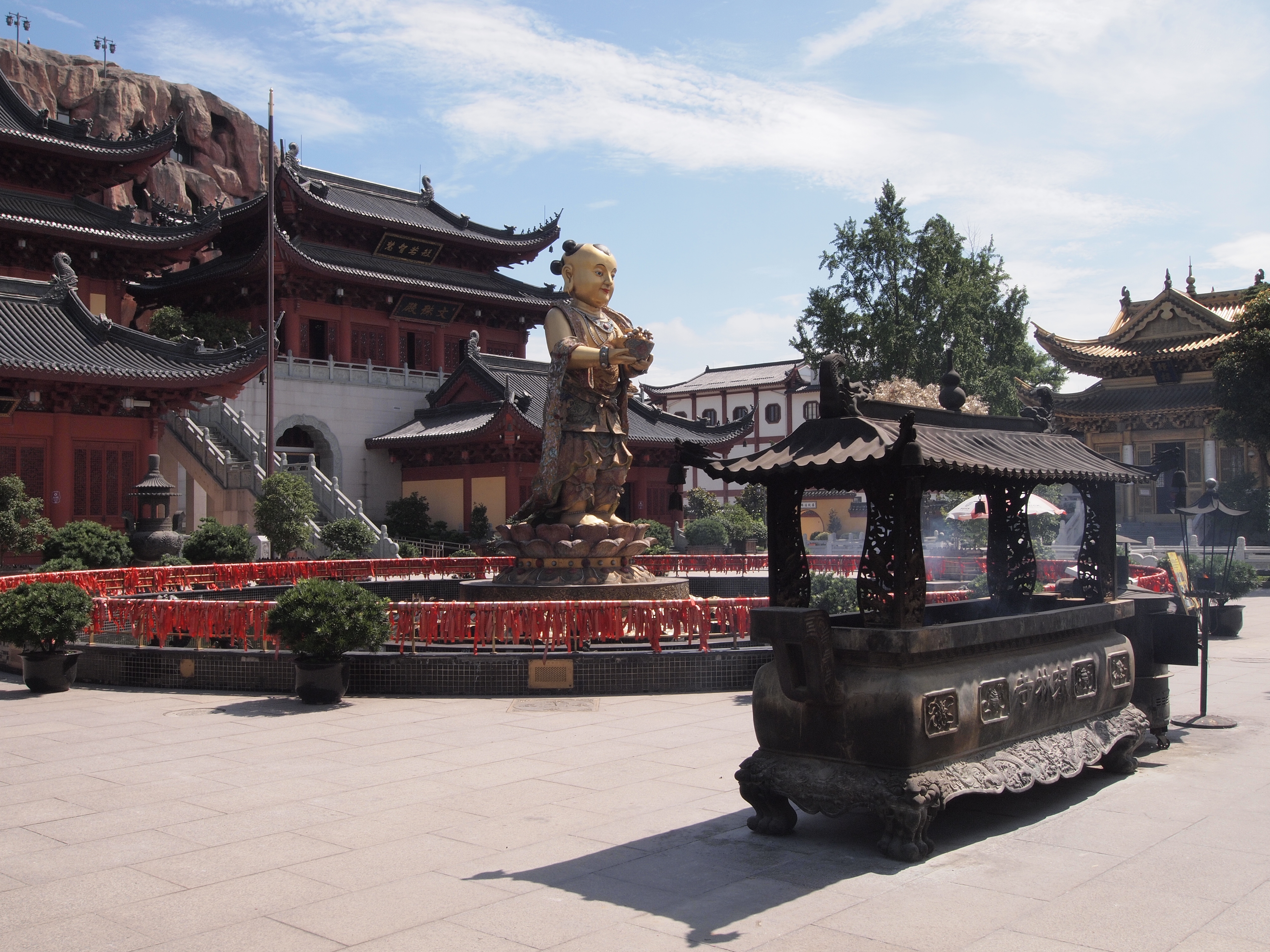
Świątynia Donglin

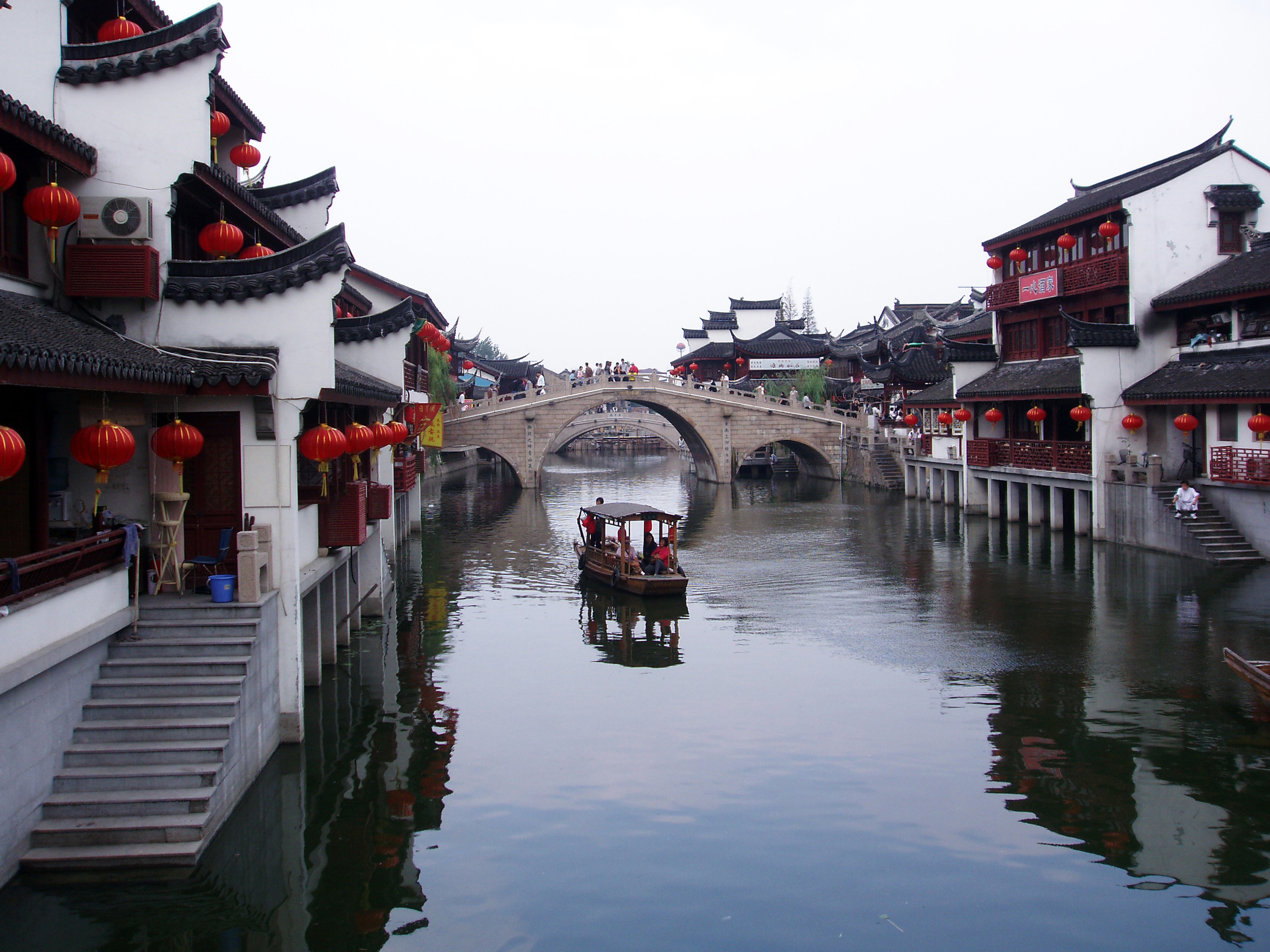
Dzielnica Qibao

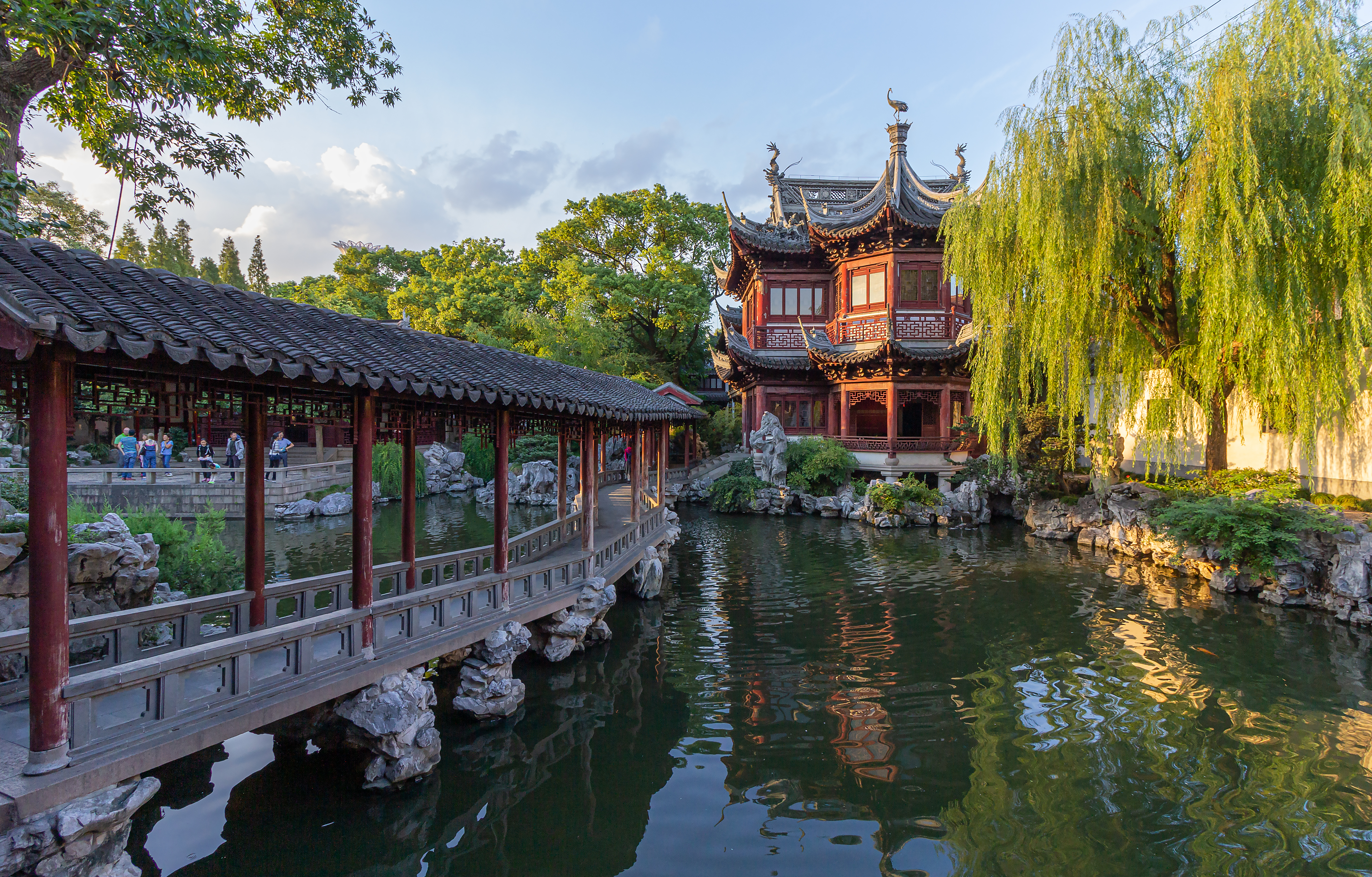
ogród Yuyuan

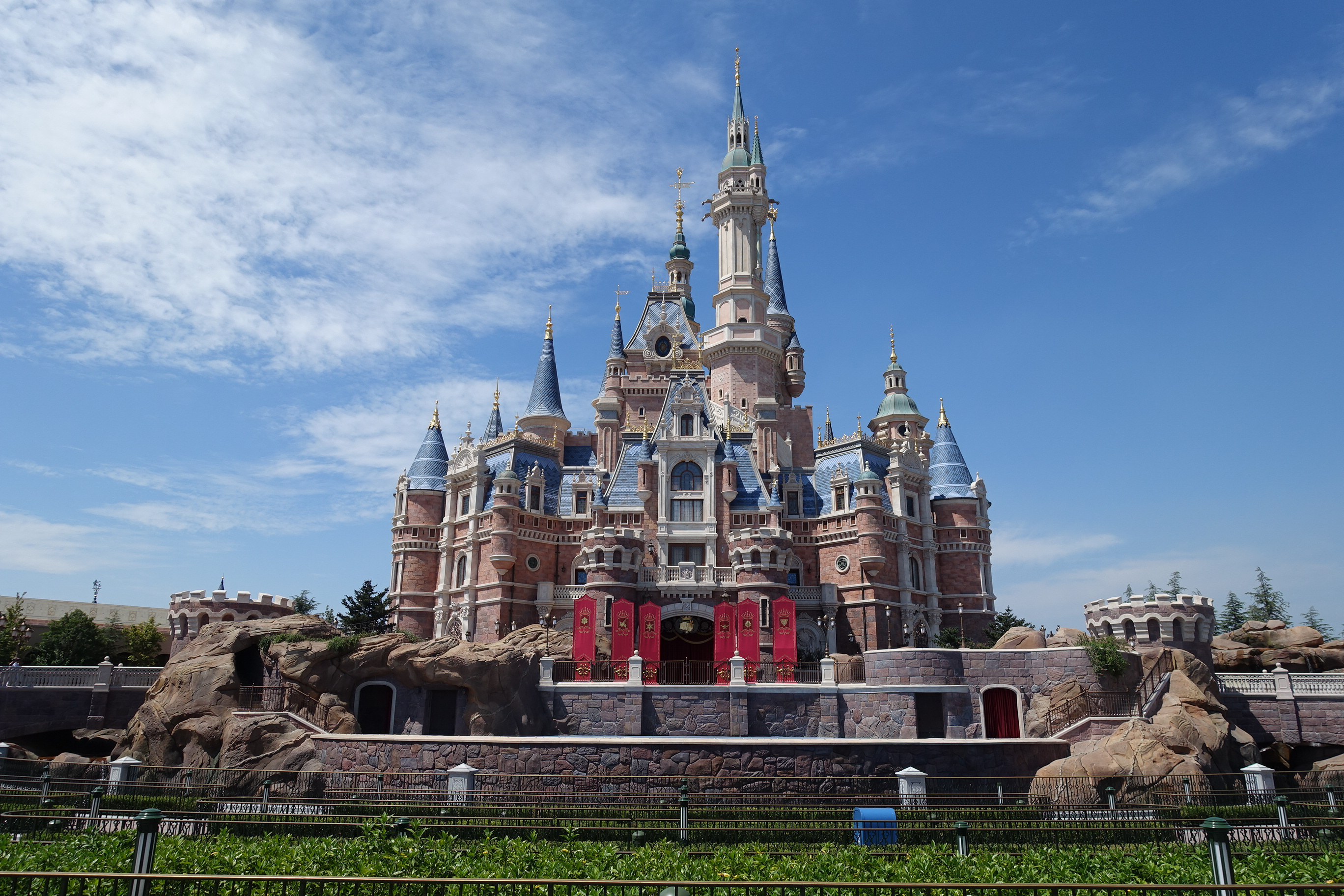
Disneyland w Szanghaju

- świątynia Longhua (zbudowana w okresie Trzech Królestw),
- świątynia Nefrytowego Buddy,
- świątynia Jing’an,
- świątynia boga miasta,
- świątynia Konfucjusza,
- świątynia Donglin,
- świątynia Zhenhru,
- ogród Yuyuan,
- Qibao (dzielnica z tradycyjną zabudową),
- Nanxiang (miasteczko z tradycyjną zabudową),
- Zhujiajiao (miasteczko z tradycyjną zabudową),
- Ulica Nankińska,
- Wielki Teatr[110],
- Centrum Sztuki Orientalnej (sala koncertowa, opera, sala teatralna),
- Muzeum Szanghaju[111],
- Chińskie Muzeum Sztuki[112],
- Muzeum Samochodów[113],
- Muzeum Historii Naturalnej[114],
- Muzeum Nauki[115],
- katedra Xujiahui (największa świątynia chrześcijańska w mieście),
- katedra Dongjiadu,
- bazylika Sheshan,
- prawosławny sobór Ikony Matki Bożej „Wstawienniczka Za Grzesznych”,
- prawosławna cerkiew św. Mikołaja,
- meczet Xiaodaoyuan,
- meczet Songjiang,
- synagoga Ohel Rachel,
- Pomnik Chopina w Szanghaju,
- pomnik Lu Xuna,
- Jin Mao Tower (punkt widokowy na 88 piętrze),
- Oriental Pearl Tower (punkt widokowy na wysokości 263 m),
- Muzeum pierwszego zjazdu Komunistycznej Partii Chin,
- mieszkanie Sun Jat-sena,
- mieszkanie Czang Kaj-szeka,
- Szanghaj Disneyland[116],
- park rozrywki Happy Valley Shanghai[117],
- park rozrywki Jinjiang Action Park,
- Akwarium Shanghai Ocean,
- Ogród zoologiczny w Szanghaju[118].

## Sport

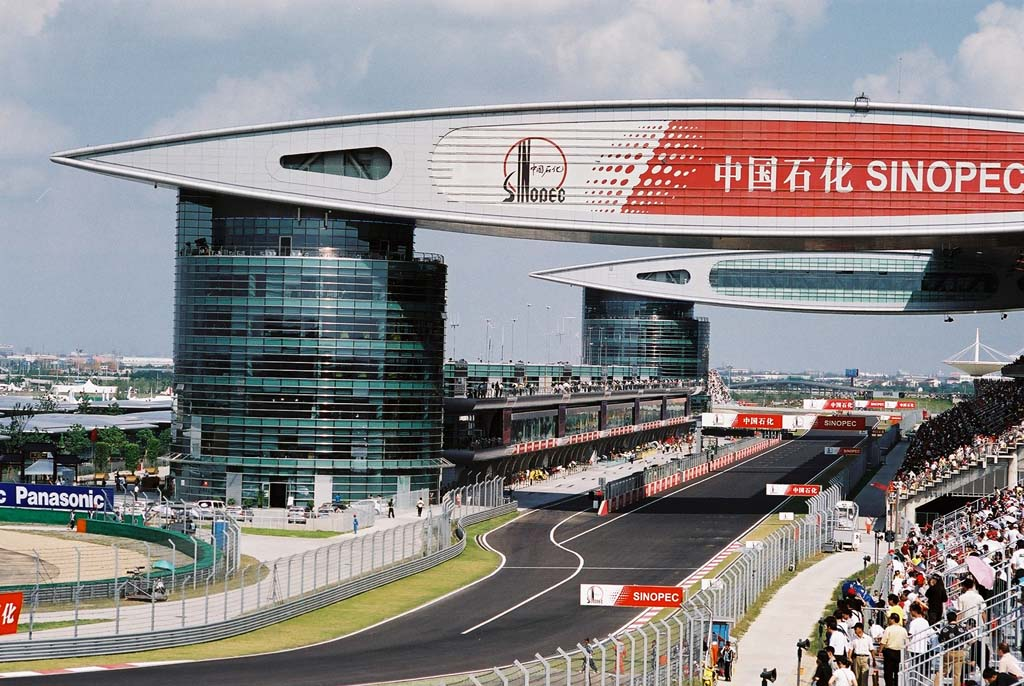
Shanghai International Circuit

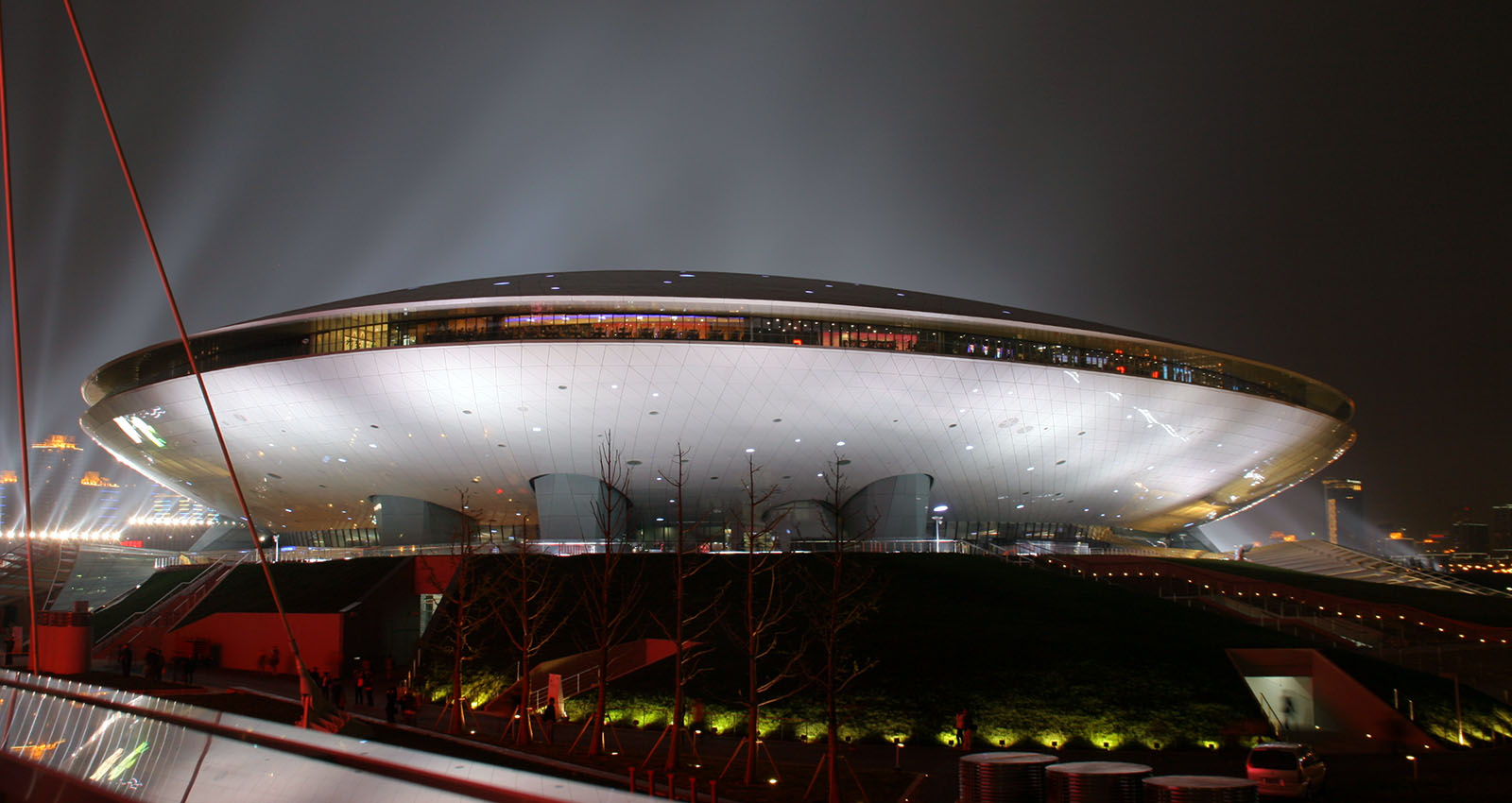
Mercedes Benz Arena

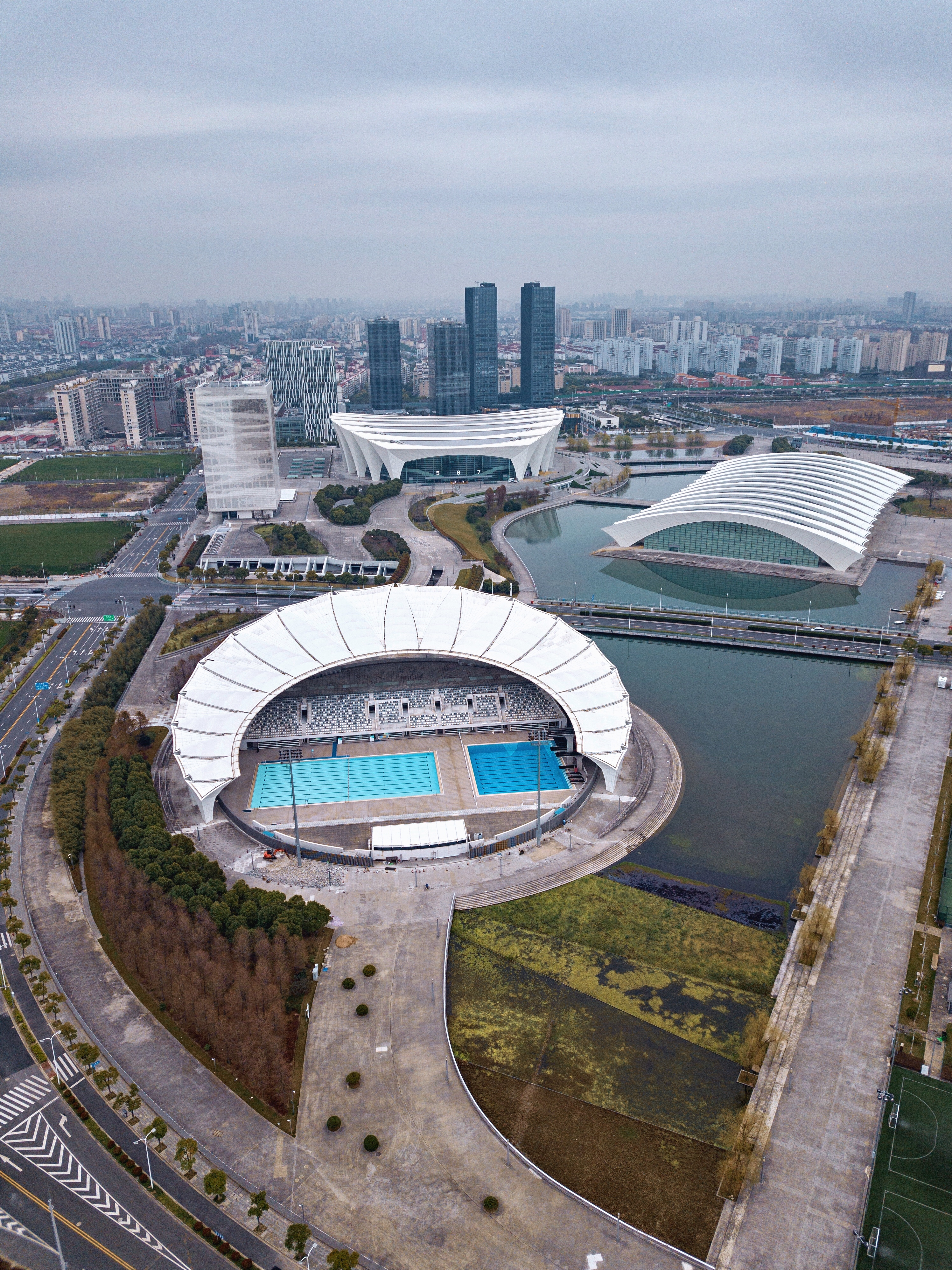
Centrum Sportowe Shanghai Oriental

Szanghaj był gospodarzem wielu międzynarodowych imprez sportowych, m.in.:
- Igrzysk Dalekiego Wschodu w 1915, 1921 oraz w 1927;
- w 1993 roku pierwszych Igrzysk Azji Wschodniej;
- w 2005 roku Mistrzostw Świata w Tenisie Stołowym;
- w 2007 roku Mistrzostw Świata w Piłce Nożnej Kobiet (m.in. mecz otwarcia i finał);
- w 2011 roku Mistrzostw Świata w Pływaniu;
- w 2012 roku Mistrzostw Świata w Short Tracku;
- w 2015 roku Mistrzostw Świata w Łyżwiarstwie Figurowym;
- w 2016 roku Akademickich Mistrzostw Świata we wspinaczce sportowej;
- w 2019 roku Mistrzostw Świata w Wushu zorganizowanych przez IWUF;
- w 2019 roku Mistrzostw Świata w koszykówce mężczyzn (współgospodarz);
- w 2020 roku Mistrzostw Świata w League of Legends[119].

Od 2009 roku odbywa się w mieście Shanghai Masters – męski turniej tenisowy zaliczany do kategorii ATP Tour, zaś w latach 2005–2008 odbyły się turnieje Tennis Masters Cup (obecnie ATP Finals). Ponadto od 2011 roku odbywa się męski turniej tenisowy w ramach ATP Challenger Tour.
W Szanghaju odbywa się kobiecy wyścig kolarski Tour of Chongming Island, który od 2010 roku należy do cyklu najważniejszych zawodów kobiecych – UCI Women’s World Tour.
Na torze Shanghai International Circuit regularnie odbywają się wyścigi Grand Prix Chin Formuły 1 oraz zawody w ramach ogólnoświatowych mistrzostw wyścigów długodystansowych World Endurance Championship. Ponadto w Szanghaju swoją siedzibę ma zespół Formuły E "DS Techeetah", który w 2019 i 2020 roku zdobył tytuł wśród konstruktorów, i którego kierowcy w powyższych latach oraz w 2018 roku zdobywali tytuł mistrzowski.
W mieście corocznie odbywa się mityng lekkoatletyczny Shanghai Golden Grand Prix zaliczany do cyklu Diamentowa Liga, zaś od 2000 roku odbywa się bieg maratoński, w którym w 2019 roku udział wzięło ponad 25 tysięcy biegaczy (ponadto około 13 tysięcy na krótszych dystansach).
Od 2005 roku (z wyłączeniem 2012 roku) w Szanghaju odbywa się męski turniej golfowy WGC-HSBC Champions, zaś od 2018 roku żeński turniej Buick LPGA Shanghai. Ponadto od 2006 roku w mieście regularnie odbywają się zawody Pucharu Świata w łucznictwie organizowane przez WA, zaś od 2007 roku turniej w snookerze Shanghai Masters.
W mieście swoją siedzibę mają następujące kluby sportowe:
- Shanghai SIPG – piłka nożna (Chinese Super League) – mistrz w 2018 roku;
- Shanghai Greenland Shenhua – piłka nożna (Chinese Super League);
- Shanghai Sharks – koszykówka (Chińska Profesjonalna Liga Koszykarska Mężczyzn);
- Shanghai Swordfish – koszykówka (Chińska Liga Koszykówki Kobiet);
- Shanghai Legend – futbol amerykański (China Arena Football League);
- Shanghai Dragons - sport elektroniczny (Overwatch League).

W Szanghaju znajduje się szereg obiektów sportowych, m.in.:
- wielofunkcyjny stadion Shanghai Stadium o pojemności 65 tysięcy widzów, na którym w 2015 roku odbył się Superpuchar Włoch w piłce nożnej;
- wieloużytkowe stadiony Jinshan Football Stadium i Yuanshen Sports Centre Stadium o pojemności odpowiednio 30 i 20 tysięcy widzów;
- stadiony piłkarskie: Hongkou Stadium i oddany do użytku w drugiej połowie 2020 roku Pudong Football Stadium, oba o pojemności 33 tysięcy widzów;
- kompleks tenisowy Qizhong Forest Sports City Arena o pojemności 15 tysięcy widzów;
- Centrum Sportowe Shanghai Oriental obejmujący halę o pojemności 18 tysięcy widzów oraz 2 baseny (w tym jeden kryty) o pojemności po 5 tysięcy widzów[122];
- hala sportowa Grand Stage o pojemności 10 tysięcy widzów;
- Mercedes-Benz Arena o pojemności 18 tysięcy widzów, hala widowiskowa, na której odbywają się także imprezy sportowe m.in. w 2017 roku pierwszy mecz przedsezonowy amerykańskiej ligi hokeja NHL[123].

## Miasta i regiony partnerskie
Miasta i regiony partnerskie Szanghaju (stan na 1.11.2020).
| - Jokohama, Japonia (od 1973) - Osaka, Japonia (od 1974) - Mediolan, Włochy (od 1979) - Rotterdam, Holandia (od 1979) - San Francisco, Stany Zjednoczone (od 1980) - Zagrzeb, Chorwacja (od 1980) - Prefektura Osaka, Japonia (od 1980) - Hamhŭng, Korea Północna (od 1982) - Region stołeczny Manila, Filipiny (od 1983) - Karaczi, Pakistan (od 1984) - Antwerpia, Belgia (od 1984) - Montreal, Kanada (od 1985) - Pireus, Grecja (od 1985) - Województwo pomorskie (do 1998 województwo gdańskie), Polska (od 1985) - Chicago, Stany Zjednoczone (od 1985) - Hamburg, Niemcy (od 1986) - Casablanca, Maroko (od 1986) - Marsylia, Francja (od 1987) - São Paulo, Brazylia (od 1988) - Sankt Petersburg, Rosja (od 1988) - Stan Queensland, Australia (od 1989) - Stambuł, Turcja (od 1989) - Aleksandria, Egipt (od 1992) - Hajfa, Izrael (od 1993) - Pusan, Korea Południowa (od 1993) - Ho Chi Minh, Wietnam (od 1994) - Port Vila, Vanuatu (od 1994) - Dunedin, Nowa Zelandia (od 1994) - Taszkent, Uzbekistan (od 1994) - Porto, Portugalia (od 1995) - Aden, Jemen (od 1995) - Windhuk, Namibia (od 1995) - Prowincja Santiago de Cuba, Kuba (od 1996) | - Rosario, Argentyna (od 1997) - Espoo, Finlandia (od 1998) - Stan Jalisco, Meksyk (od 1998) - Liverpool, Wielka Brytania (od 1999) - Maputo, Mozambik (od 1999) - Prowincja Chiang Mai, Tajlandia (od 2000) - Dubaj, ZEA (od 2000) - Prowincja KwaZulu-Natal, Południowa Afryka (od 2001) - Guayaquil, Ekwador (od 2001) - Valparaíso, Chile (od 2001) - Barcelona, Hiszpania (od 2001) - Oslo, Norwegia (od 2001) - Okręg Konstanca, Rumunia (od 2002) - Kolombo, Sri Lanka (od 2003) - Kraj bratysławski, Słowacja (od 2003) - Region Jutlandia Środkowa, Dania (od 2003) - Cork, Irlandia (od 2005) - Prowincja Jawa Wschodnia, Indonezja (od 2006) - Kanton Bazylea-Miasto, Szwajcaria (od 2007) - Region Owernia-Rodan-Alpy, Francja (od 2008) - Phnom Penh, Kambodża (od 2008) - Region Wielki Londyn, Wielka Brytania (od 2009) - Salzburg, Austria (od 2009) - Prowincja Quebec, Kanada (od 2011) - Budapeszt, Węgry (od 2013) - Mumbaj, Indie (od 2014) - Houston, Stany Zjednoczone (od 2015) - Obwód miejski Sofia, Bułgaria (od 2016) - Bangkok, Tajlandia (od 2016) - Belgrad, Serbia (od 2018) - Lima, Peru (od 2018) - Mińsk, Białoruś (od 2019) |

## Znane osoby
W Szanghaju urodziły się m.in. następujące osoby:
| - James Graham Ballard – pisarz - Jenova Chen – projektant gier komputerowych - Joan Chen – aktorka - Roy Chiao – aktor - Emma Eames – śpiewaczka operowa - Fan Zhiyi – piłkarz - Edmond H. Fischer – biochemik - Gao Lei – skoczek na trampolinie - Francis Xavier Hsu Chenping – duchowny katolicki - Hu Binyuan – strzelec sportowy - Charles K. Kao – fizyk - Tsung-Dao Lee – fizyk - Li Mingqiang – pianista - Liu Xiang – lekkoatleta - Lou Ye – reżyser i scenarzysta - Shannon Lucid – astronautka | - Qiu Xiaolong – pisarz - Qian Zhenhua – pięcioboista nowoczesny - Song Meiling – żona chińskiego przywódcy Czang Kaj-szeka - Mian Mian – pisarka - Yao Ming – koszykarz - Tan Ruiwu – tenisista stołowy - Tao Luna – strzelczyni sportowa - Wang Liqin – tenisista stołowy - Wang Yihan – badmintonistka - Yang Jiechi – polityk i dyplomata - Edward Yang – reżyser i scenarzysta - Andrew Yao – informatyk - Zheng Zhengqiu – producent filmowy - Zhu Lin – badmintonistka - Zhou Guanyu – kierowca F1 |